# 薩頓 (倫敦)

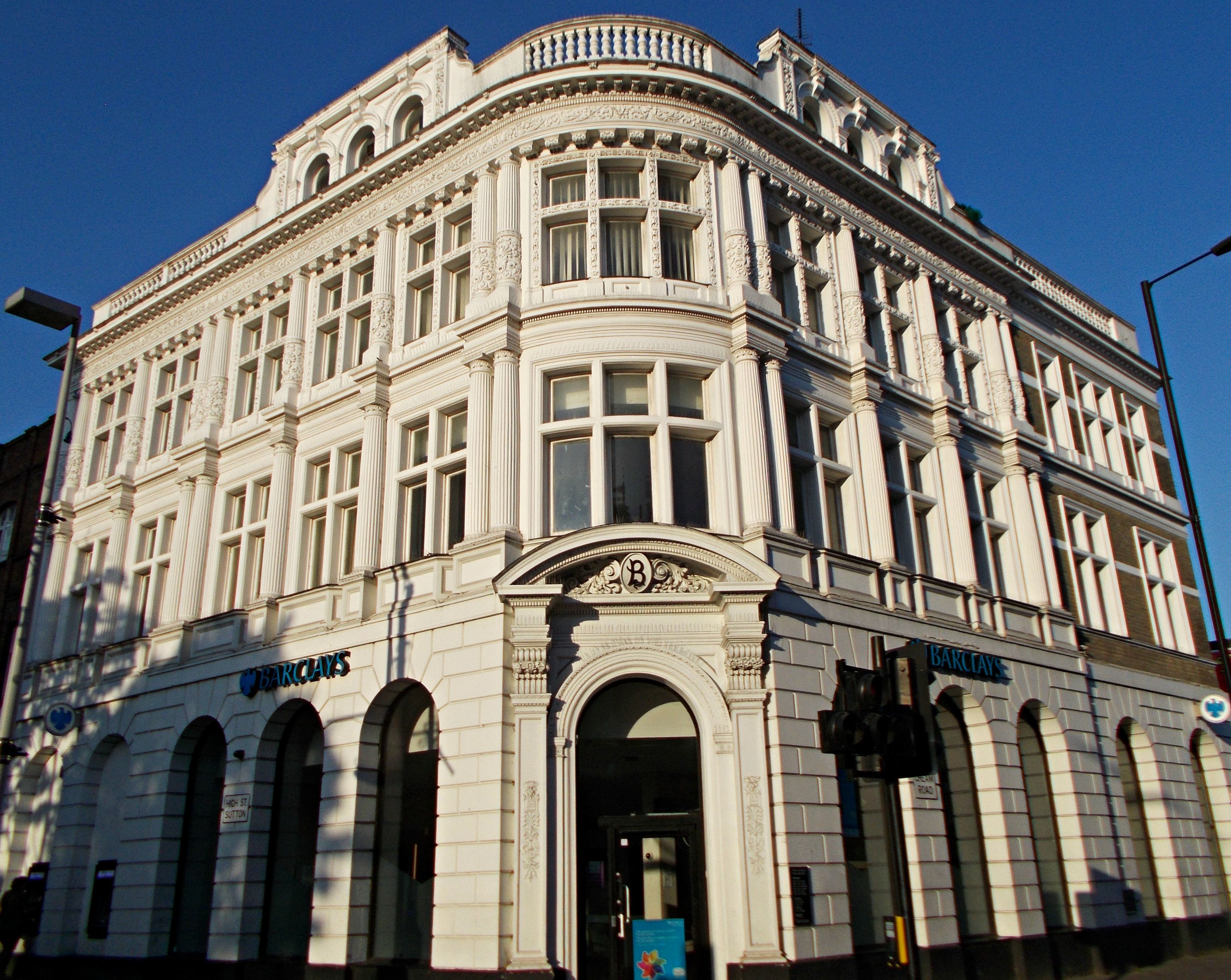
萨顿购物区的巴克莱银行大楼

薩頓是英国倫敦南部薩頓 倫敦自治市的主要城鎮。它位於北丘陵的低坡上，是薩頓區的行政總部。它位於查令十字西南偏南約10英里（16）處，是倫敦計劃中的十三大都市區之一。在 2011 年的人口普查中，該鎮的人口為41,483人，而該行政區的總人口為204,525人。
薩頓是最初属于薩里郡的一个古老教區，在1086年的末日審判書記載中有兩座教堂和大約30 間房屋。從1755年起，它位於倫敦至白禮頓收費路上，隨着長途車旅館的開業，慢慢發展城一條小村莊。1847年修建的鐵路將它與倫敦市中心相連，成為一個城鎮，在20世紀進一步擴大。它於1934年與Cheam合拼成為一個自治市鎮，並於 1965 年歸納成大倫敦
薩頓拥有區内最大的圖書館、幾件公共藝術作品和四個保護區。它是幾家大型國際公司的所在地，也是倫敦第六大最重要的購物區，以薩頓高街為中心。薩頓火車站是該區最大的火車站，頻繁往來倫敦市中心和其他目的地，包括霍舍姆。皇家馬斯登醫院和癌症研究所位於南薩頓，這到計劃建立世界第二大癌症研究醫院。
薩頓的犯罪率在倫敦是屬於最低的區域之一。
薩頓區是全國表現最好的教育之一。2011年，它是英格蘭中等教育普通證書考試成績最好的行政區。

## 历史

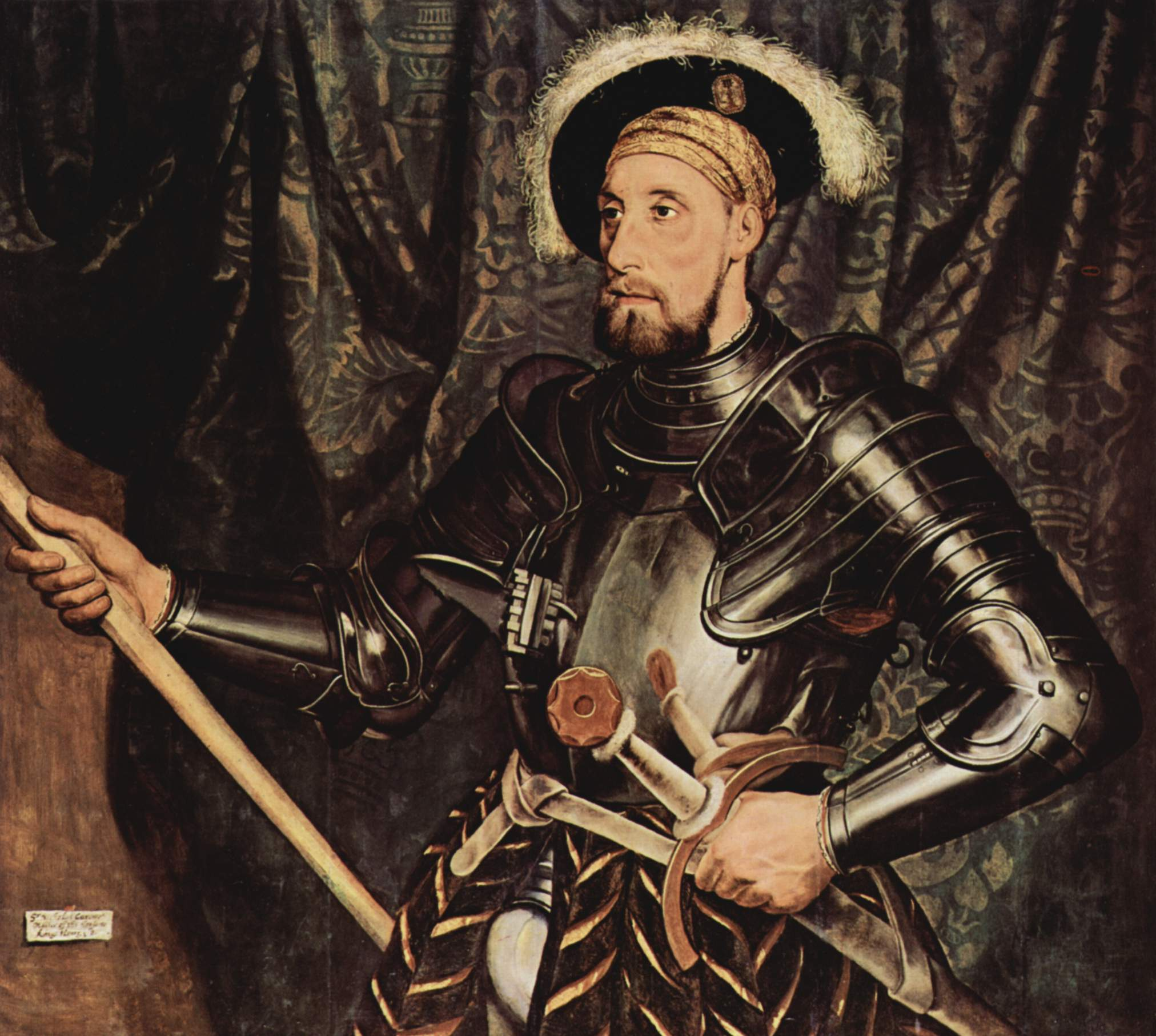
尼古拉斯·卡鲁爵士

### 名字的由来
萨顿在1086年的末日审判书中被记录为Sudtone。它由古英语“sūth”和“tūn”组成，意思是“南方农场”。

### 1700年前
该地区的考古发现可以追溯到几千年前，包括在东边的贝丁顿挖掘出一座罗马别墅。在萨顿镇中心发现了一件新石器时代的器具。斯坦街的罗马路构成了教区北部边界的一部分。
萨顿在彻特西修道院的一份章程中被记录为Sudtone，据信该章程可追溯至7世纪末，当时萨里长官弗里斯瓦尔德将庄园授予彻特西修道院院长。也有一些来源称其为Suthtone或Sudtana。
1086年的末日审判书记载萨顿占地约800英亩，拥有约30所房屋和200人。它记载Chertsey的住持拥有庄园。1538年，它被卖给了亨利八世国王，并授予了贝丁顿的尼古拉斯卡鲁爵士。当尼古拉斯爵士被判处死刑时，国王没收了庄园。玛丽女王将它归还给了尼古拉斯爵士的儿子弗朗西斯。后来，查理二世国王将其授予波特兰公爵，它再次成为王室财产。1669年又被出售，此后经常易手。

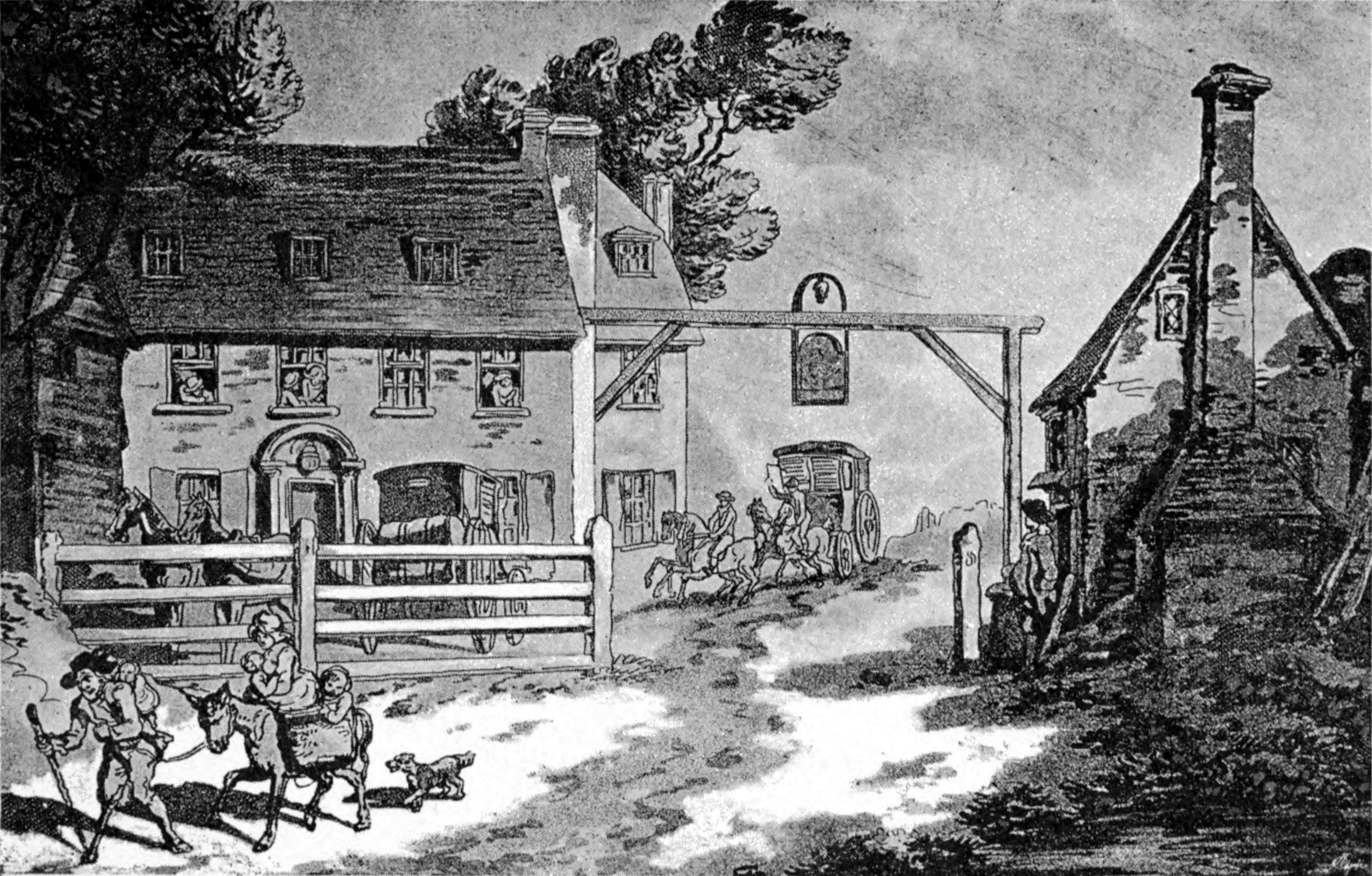
1789年的公鸡旅馆

从末日审判书记载的时期到19世纪，萨顿在封建制度下成为萨里沃灵顿百区的一个教区。
约瑟夫·格洛弗于1628年至1636年担任萨顿的教区长，并成为北美英属殖民地印刷术的先驱以及1630年代建立哈佛学院的重要人物之一。

### 1700年至1900年
从伦敦到班斯特德丘陵的公路途经萨顿，在18世纪是强盗的避风港。 1755 年修建了两条交汇于萨顿的收费路：布赖顿路（从伦敦到布赖顿），以及奇姆路（从卡肖尔顿到尤厄尔）。道路的收费站最初位于交界处的公鸡旅馆。客栈的标志横跨布赖顿路。
伦敦到布莱顿的驿马车始于1760年，在早上9点从公鸡旅馆离开萨顿。与外界的定期接触进一步扩张了萨顿并日益成熟。小企业们开始发展，起初与旅客相关，后来为邻近地区提供商品。随着萨顿的扩张，收费站从路口移开，一直使用到 1882 年

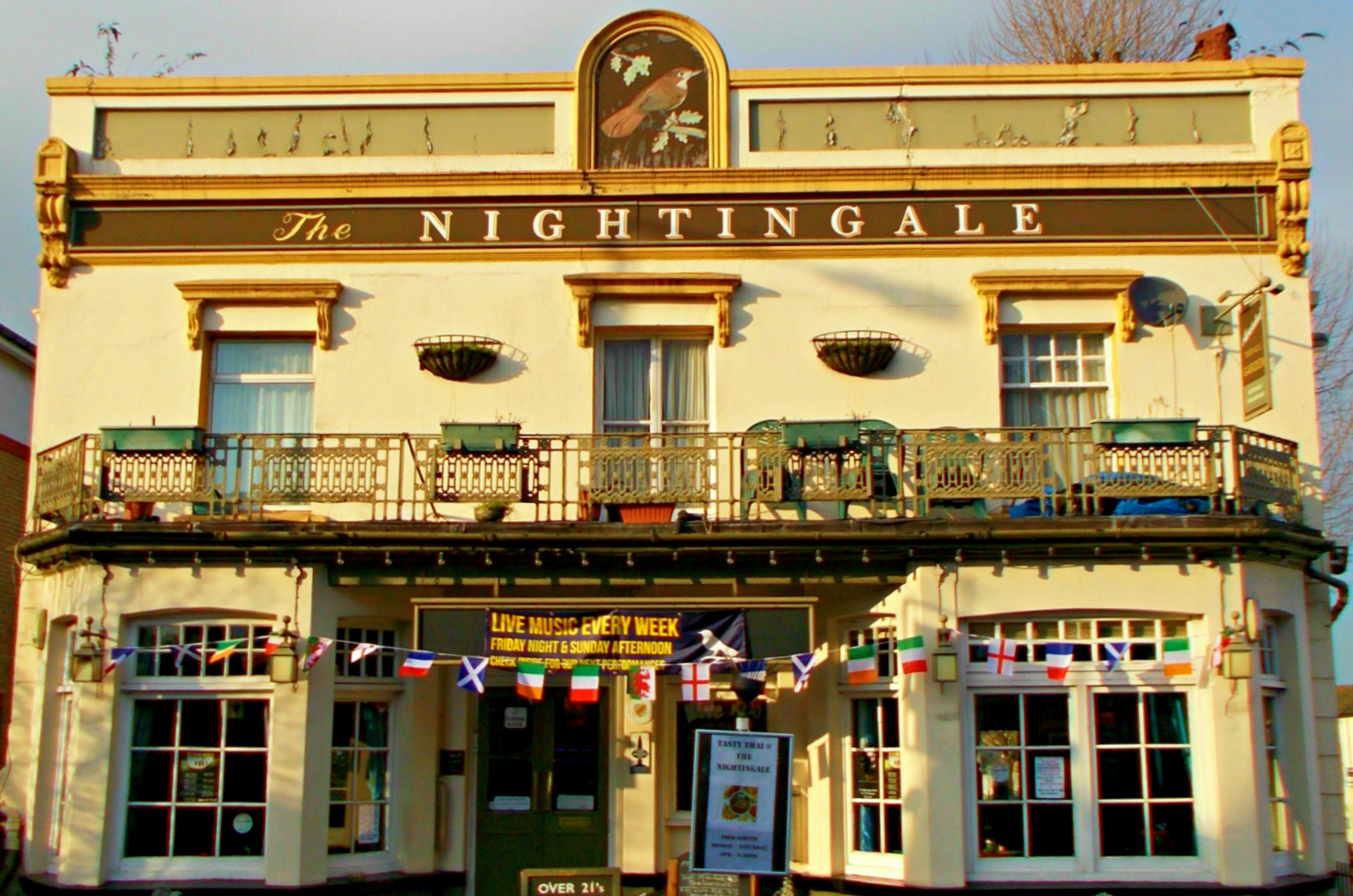
夜莺酒吧（前身为珍妮林德）

萨顿火车站于1847年启用。随着通往伦敦市中心的新的快速交通方式的到来，萨顿的人口在1851年至1861年间增加了一倍多，村庄变成了一个城镇。林德路一带兴建了“新城”。1854年，林德路拐角处的一家酒吧被命名为珍妮林德，以纪念瑞典著名歌剧歌手约翰娜·玛丽亚·林德，她于 1847 年在该地区拜访朋友，并用她的歌声迷住了当地人。它最近更名为夜莺，也是以这位被称为“瑞典夜莺”的歌手的名字命名的。
大约在1852年，在布赖顿路附近的萨顿到下埃普瑟姆铁路沿线建造了一所寄宿学校。该建筑由埃德温纳什设计，包括行政、食堂、宿舍和教学区。男孩们学习手工技能，如制鞋和金属加工。女孩们学习针线、洗衣和熨烫等技能，以期使她们成为优秀的仆人、妻子和母亲。男生部和女生部都在同一地点。但在1856年大火烧毁大部分校园后，女孩们搬到了铁路另一侧班斯特德路（现科茨沃尔德路）的新建筑内。
萨顿水务公司成立于1863年，水管供水允许在萨尼特地层区之外建造房屋。庄园领主托马斯·阿尔科克 出售土地用于建造住房，得益于北部高档社区本希尔顿地区的发展，萨顿的人口在1861年至1871年间再次翻了一番。

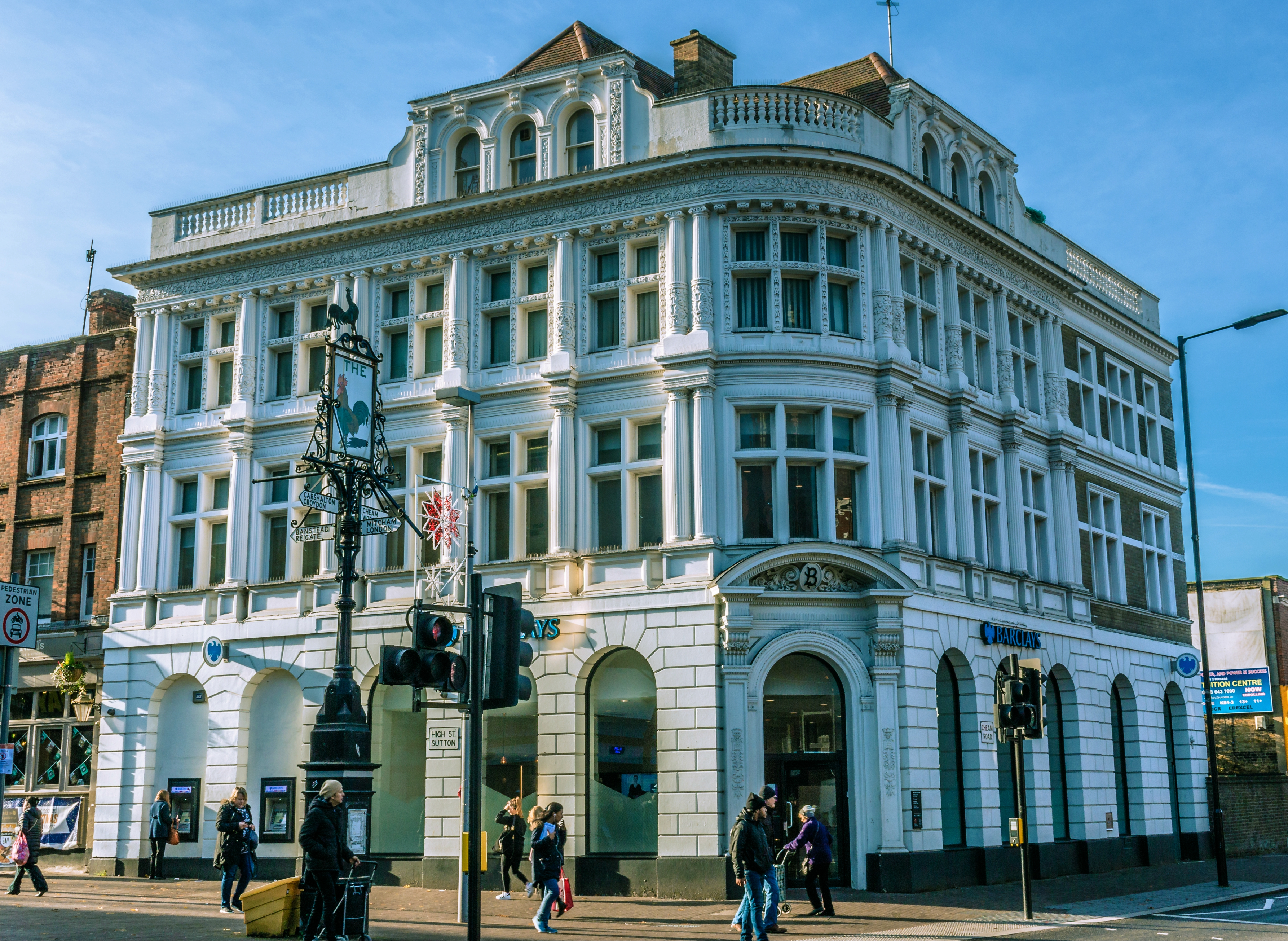
位于具有历史意义的十字路口的银行

到1880年代，高街南端被称为公鸡山——东侧的商店建于1880年，比西侧的商店晚了十年。建于1894年的宏伟装饰伦敦和省银行大楼（现为巴克莱银行所在地）俯瞰着历史悠久的十字路口。它采用法国文艺复兴时期的建筑风格设计，楼高四层，是当地显著的地标。最底层有一系列拱门，并有一个华丽的入口正对十字路口。
1884年，萨顿女子中学由当时的女子公共走读学校公司创立。
1899年，萨顿县文法学校（现为萨顿男子文法学校）成立。

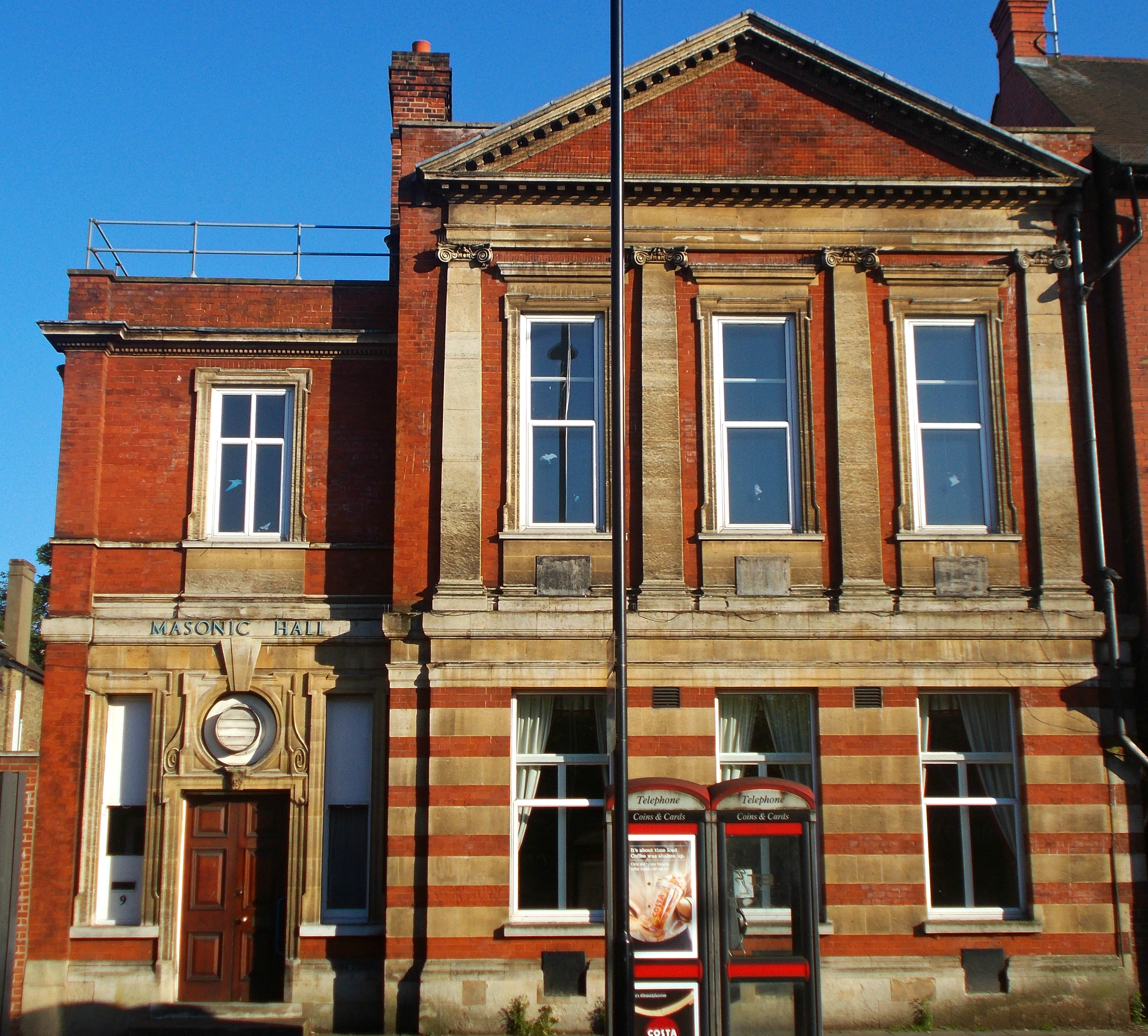
萨顿共济会大厅

1897 年，萨顿共济会大厅在格罗夫路建成。共济会自成立以来就在那里聚会，除了在第二次世界大战期间军方征用作流离失所者的避难所。
1898年，新建的一家更大的公鸡酒店取代了原来的旅馆。 

### 20世纪

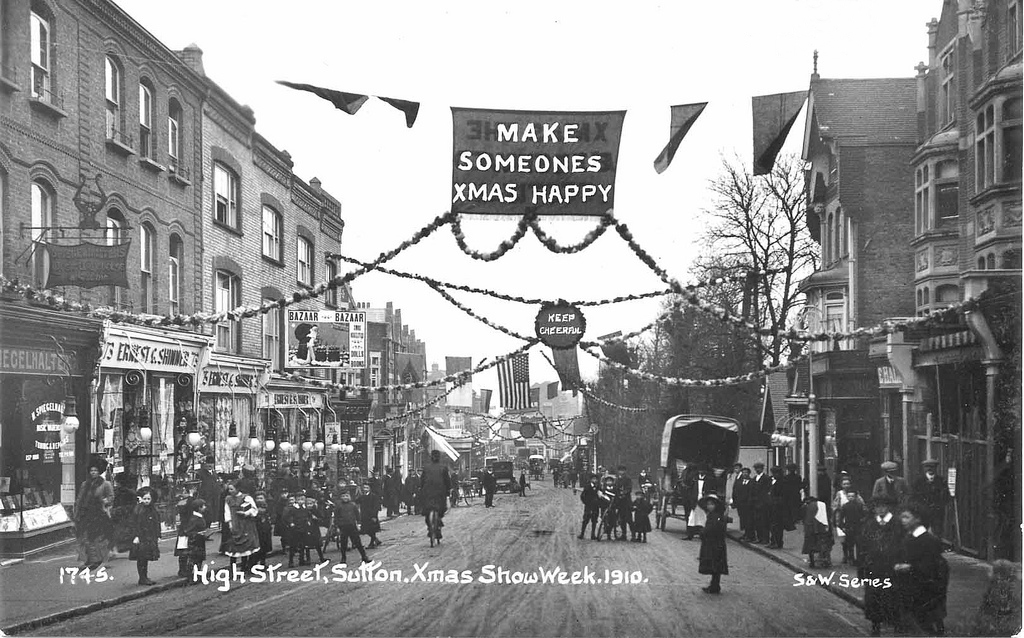
萨顿高街，1910年圣诞节

到1901年，随着更多房屋的建造和高街的开发，该镇的人口已达到17,223人。
1902年，南大都会工业学校的班斯特德路校址被大都会庇护委员会买下。该网站后来成为唐斯学校，然后是唐斯医院。它现在由皇家马斯登医院和萨顿医院、癌症研究所共享。

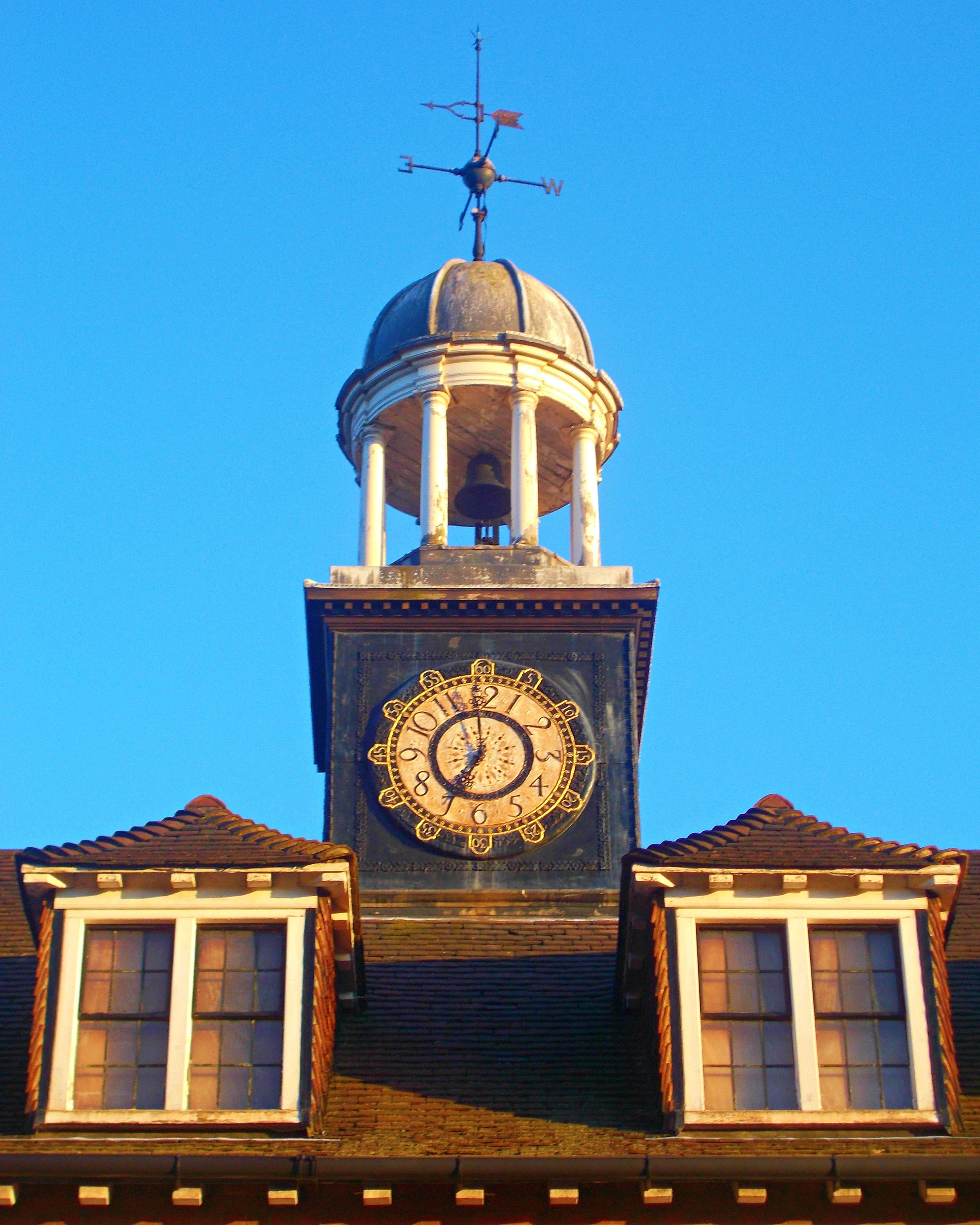
托马斯·沃尔中心时钟

萨顿成人学校于1910年在本希尔大道的一栋大型爱德华时期的建筑中成立。它后来成为托马斯·沃尔中心，以著名的沃尔的香肠和冰淇淋的创始人命名。 托马斯·沃尔缺乏教育导致了他希望鼓励他人学习，从而建立了信托及学校。据说这所成人学校拥有英国最好的校舍：到1915年，这里有社交俱乐部、图书馆、妇产和园艺俱乐部、辩论和节制协会、法律咨询委员会、圣经学习和英国文学课，以及据称是英格兰南部最好的公共体育馆。 
第二次世界大战期间，总共有 434 枚炸弹落在萨顿和奇姆，英联邦战争坟墓委员会列出了 187 名平民伤亡。
1950年，为拓宽高街，公鸡旅馆被拆除。然而，客栈标志及其指标仍然存在，俯瞰着历史悠久的十字路口。 标志和指杆于2018年4月18日被英国遗产授予二级保护地位
1959 年，当地居民乔治·埃德加·阿尔科克发起了一项运动，旨在保护一条独特的紫山毛榉林荫大道。同年，这场运动促成了当地便利设施组织萨顿和奇姆协会的成立。纪念阿尔科克先生一生的牌匾位于基督城公园与布莱顿路的交界处。

## 治理

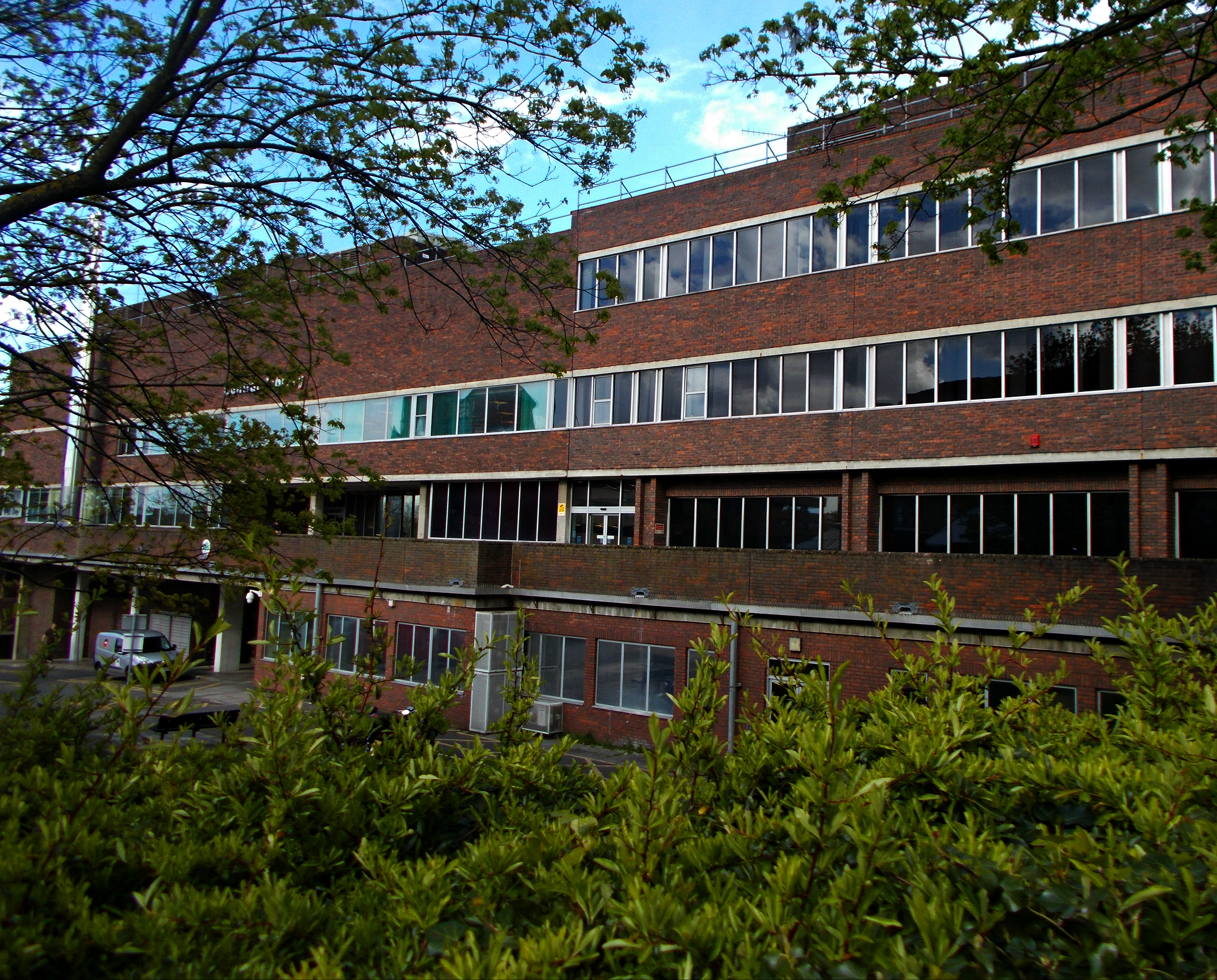
萨顿市政办公室，萨顿伦敦自治市的总部

萨顿于1840年进入大都会警区。萨顿教区于1882年通过了1858年地方政府法，并成立了一个地方委员会来管理该地区。1894地方政府法改作为萨顿市区。
1928年市区范围扩大，包括奇姆教区，并更名为萨顿和奇姆。该镇于1934年成为一个自治市镇，1949年合并了民用教区。市政自治市镇在 1965 年被废除，它以前的区域成为大伦敦萨顿伦敦自治市镇的一部分。
对于国会议员选举，萨顿是1945年成立的萨顿和奇姆选区的一部分。国会议员是保守党的保罗·斯库利，自 2015 年以来一直担任议员。
在地方层面，自1990年以来，伦敦自治市镇政府一直由自由民主党占多数。

## 人口和人口统计
| 1881年                 | 10,334 |
| 1891年                 | 13,977 |
| 1901年                 | 17,223 |
| 1911年                 | 21,270 |
| 1921年                 | 21,063 |
| 1931年                 | 27,989 |
| 被萨顿和奇姆教区合并►  |        |
| 资料来源：英国人口普查 |        |

萨顿的大部分地区，包括市中心，都属于SM1邮政编码区，但萨顿火车站以南的地方属于SM2，而萨顿公园的西部属于SM3。
在2011年的人口普查中，该镇的人口包括萨顿中央区、萨顿西区、萨顿北区和萨顿南区，人口为 41,483 人。
该镇的大部分人口属于中产阶级。 

## 地理

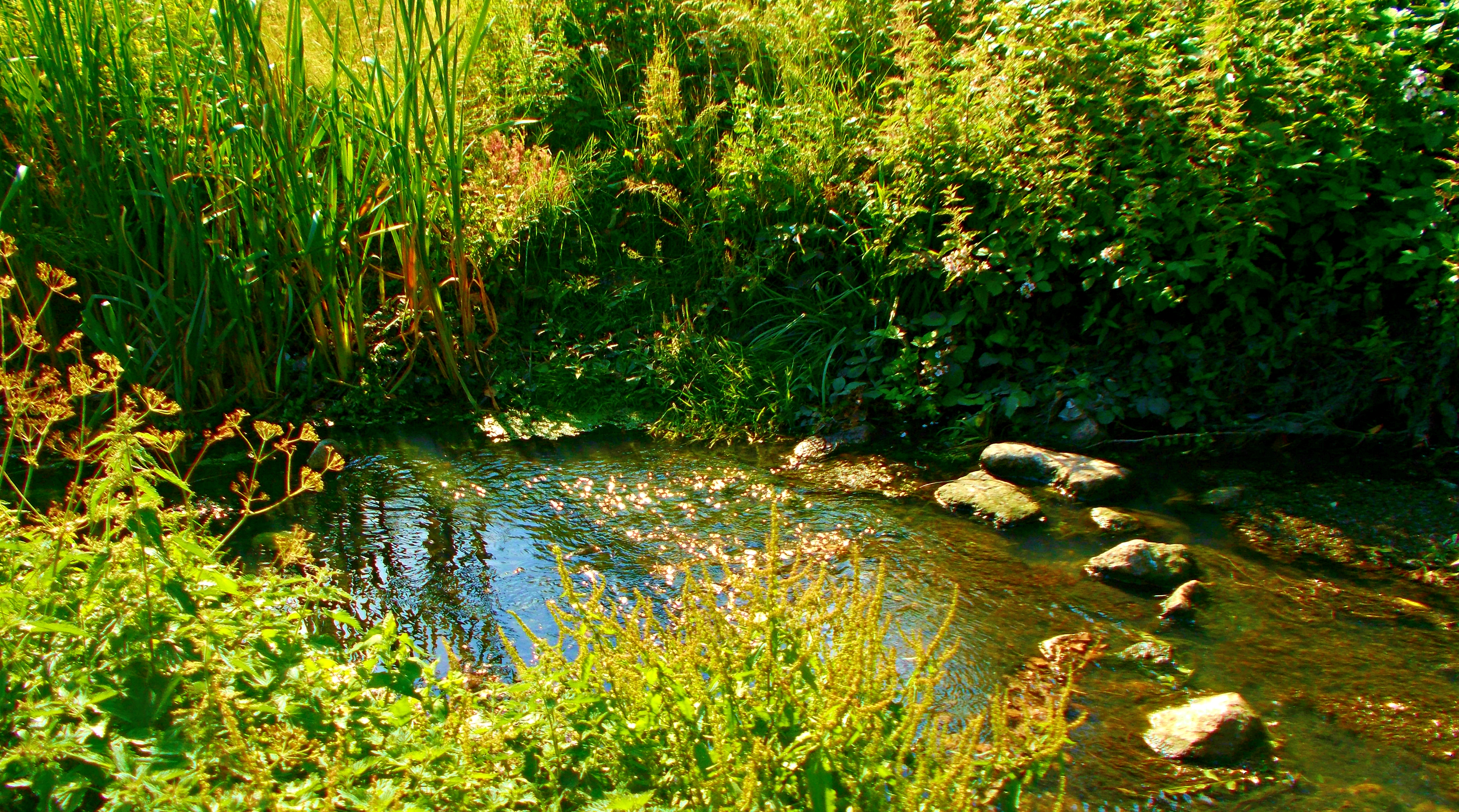
皮尔·布鲁克溪流

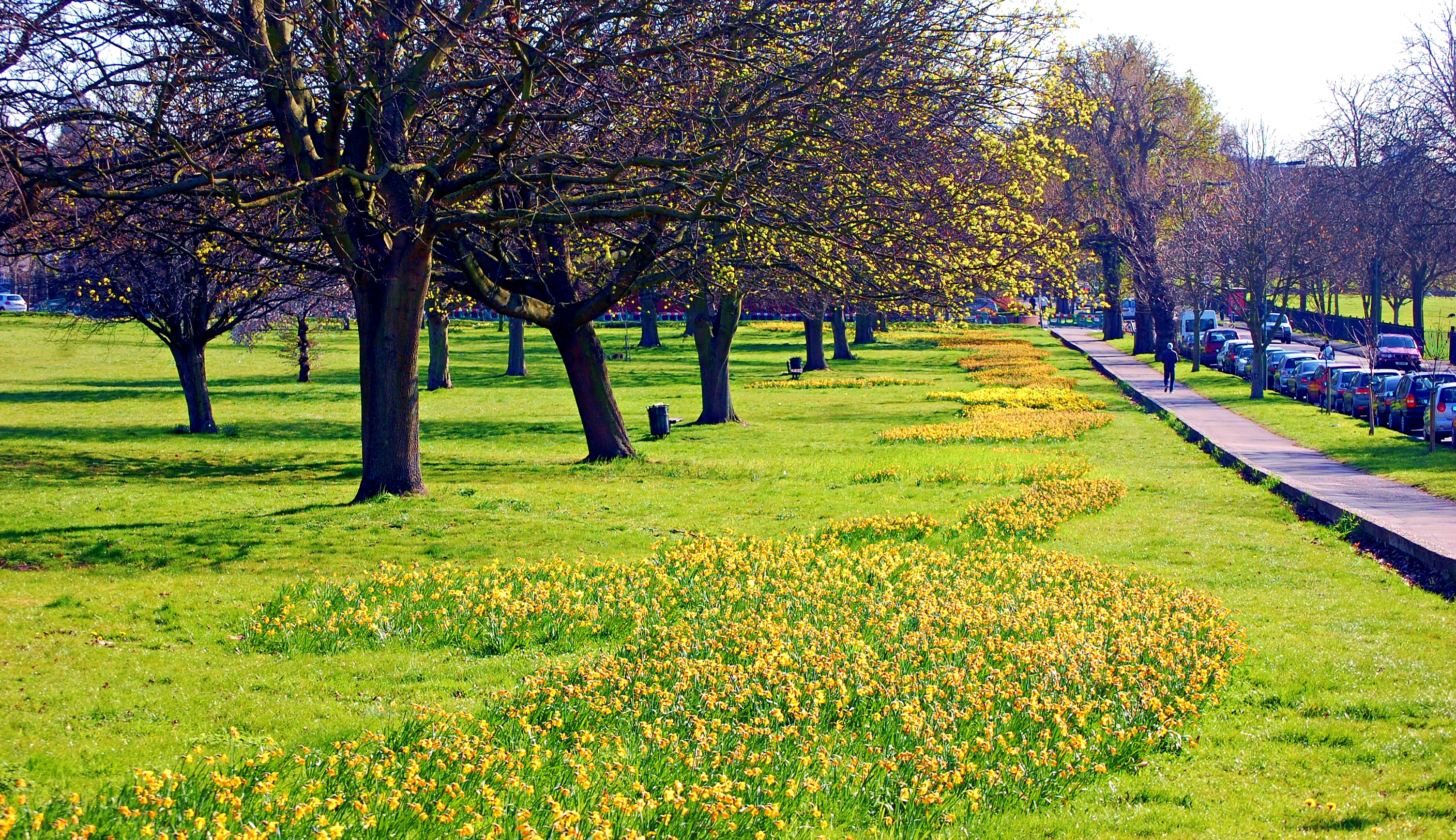
东玫瑰山公园的黄水仙

### 地质、土壤和海拔
萨顿是位于萨尼特地层上的几个城镇之一，这条狭窄的萨尼特地层从东部的克罗伊登延伸至西部的埃普索姆，南面是北丘陵的白垩，北面是粘土。 萨尼特地层可以打井获得干净的水，这在很早的时候就吸引了人类定居。 萨顿和奇姆水务公司于1864年开始运营，到1900年已经建造了 142英里的主管道。该公司于1996年与东萨里水务公司合并，成立了萨顿和东萨里水务公司。 
镇内及周边的海拔高度范围为115（377英尺）（贝尔蒙特）到23（75英尺）（萨顿公园皮尔·布鲁克溪流的起点）。

### 地点
自1965年以来，萨顿成为大伦敦的一部分。 但是“萨里郡的萨顿”还通常用于该镇的邮寄地址。皇家邮政的灵活寻址政策允许这样做。 在多多金附近的萨里还有一个小得多的萨顿。 萨顿火车站被南方铁路有限公司称为“萨顿（萨里）” 

它位于克罗伊登以西4.2英里（6.8），埃普索姆东北3.8英里（6.1），泰晤士河畔金斯顿东南5.8英里（9.3）。

### 绿色空间
除了圣尼古拉斯教堂场地外，镇中心还有两个绿地区域，萨顿绿地和庄园公园。

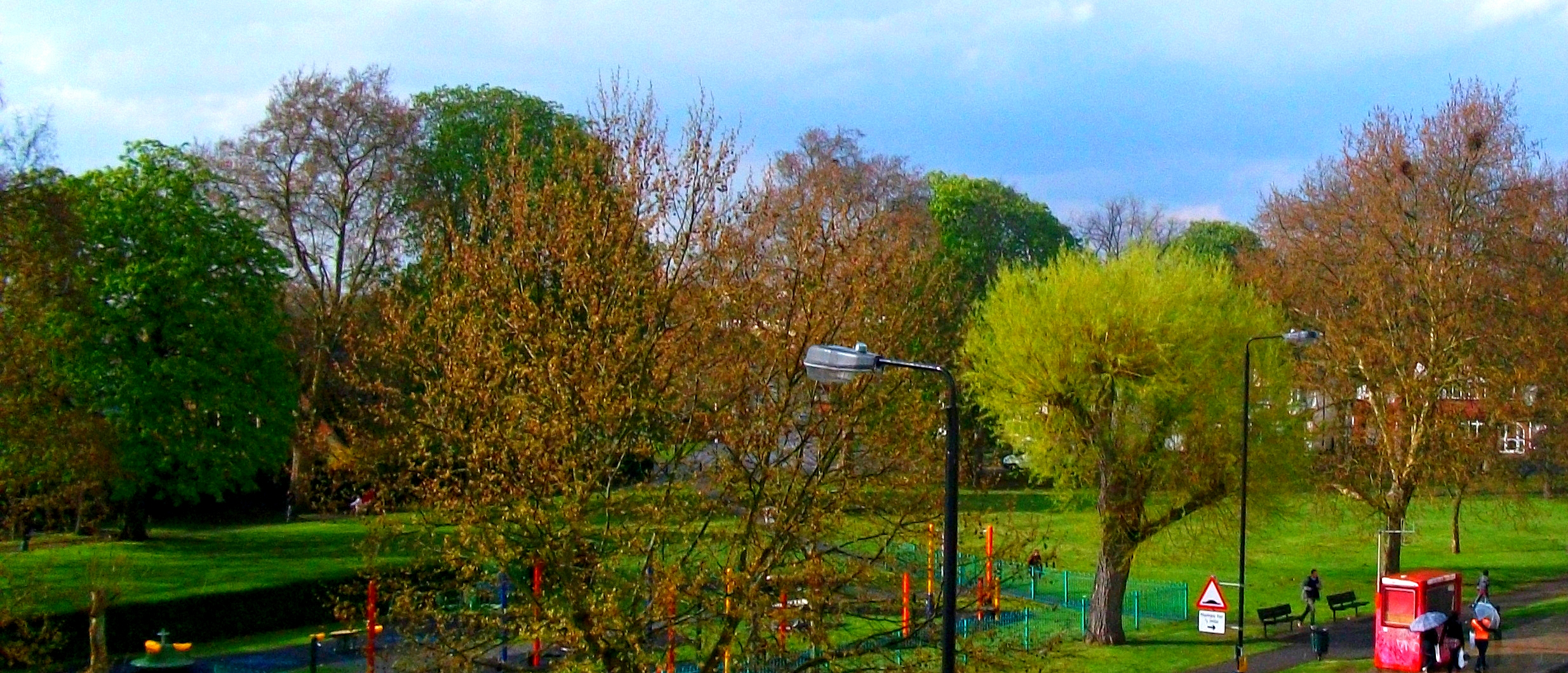
春天的萨顿绿地，从上面看

萨顿绿地位于萨顿高街的北端，靠近诸圣堂。它的西边是一排独立的维多利亚式别墅，东边是高街，南边是布希路。这片绿地是1810年根据萨顿公共围栏奖授予萨顿居民的。位于萨顿绿地南边马路对面的维多利亚花园是一片较小的绿地，曾经有池塘。
萨顿绿地以北是东玫瑰山公园和西玫瑰山公园，分别位于主干道天使山/玫瑰山的东侧和西侧。 东玫瑰山公园包含格林肖树丛， 格林肖高中就是以此命名的。

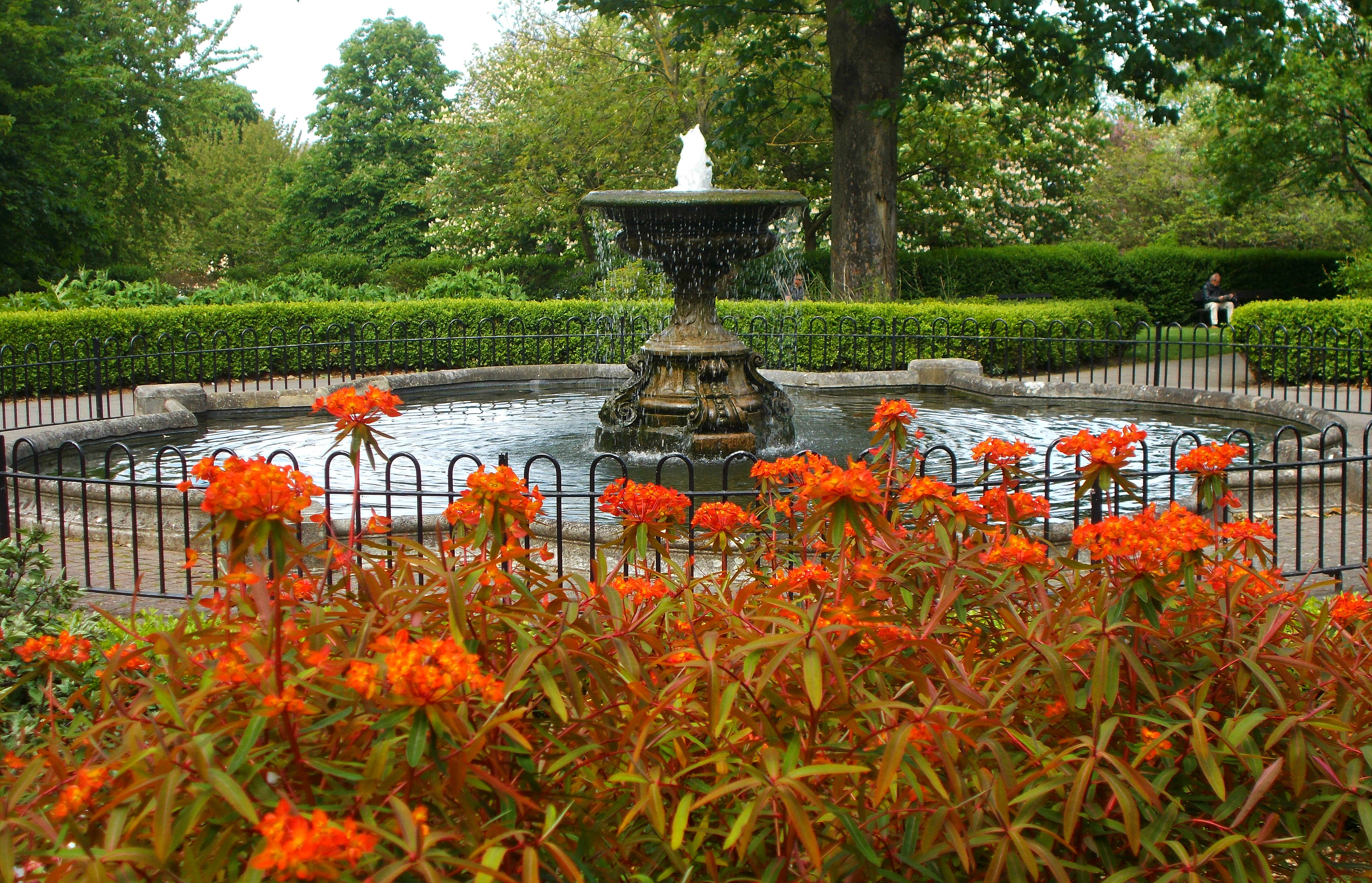
庄园公园的喷泉

庄园公园位于警察局对面。它于1914年由当时的萨顿市区议会主席主持开幕，并于1924年至 1925年增设了喷泉。喷泉水池周围的一块牌匾上写着：“这个喷泉是由萨顿地方区政府主席查斯·耶茨议员赠送给镇上的” 
该公园是萨顿战争纪念碑的所在地，该纪念碑于1921年由拉尔夫·福斯特爵士揭幕，他的儿子在战争中丧生。 纪念碑由波特兰石制成，包括基座上的大型装饰十字架， 524名在第一次世界大战中阵亡的人的名单，基座上有四个俯瞰公园的天使。

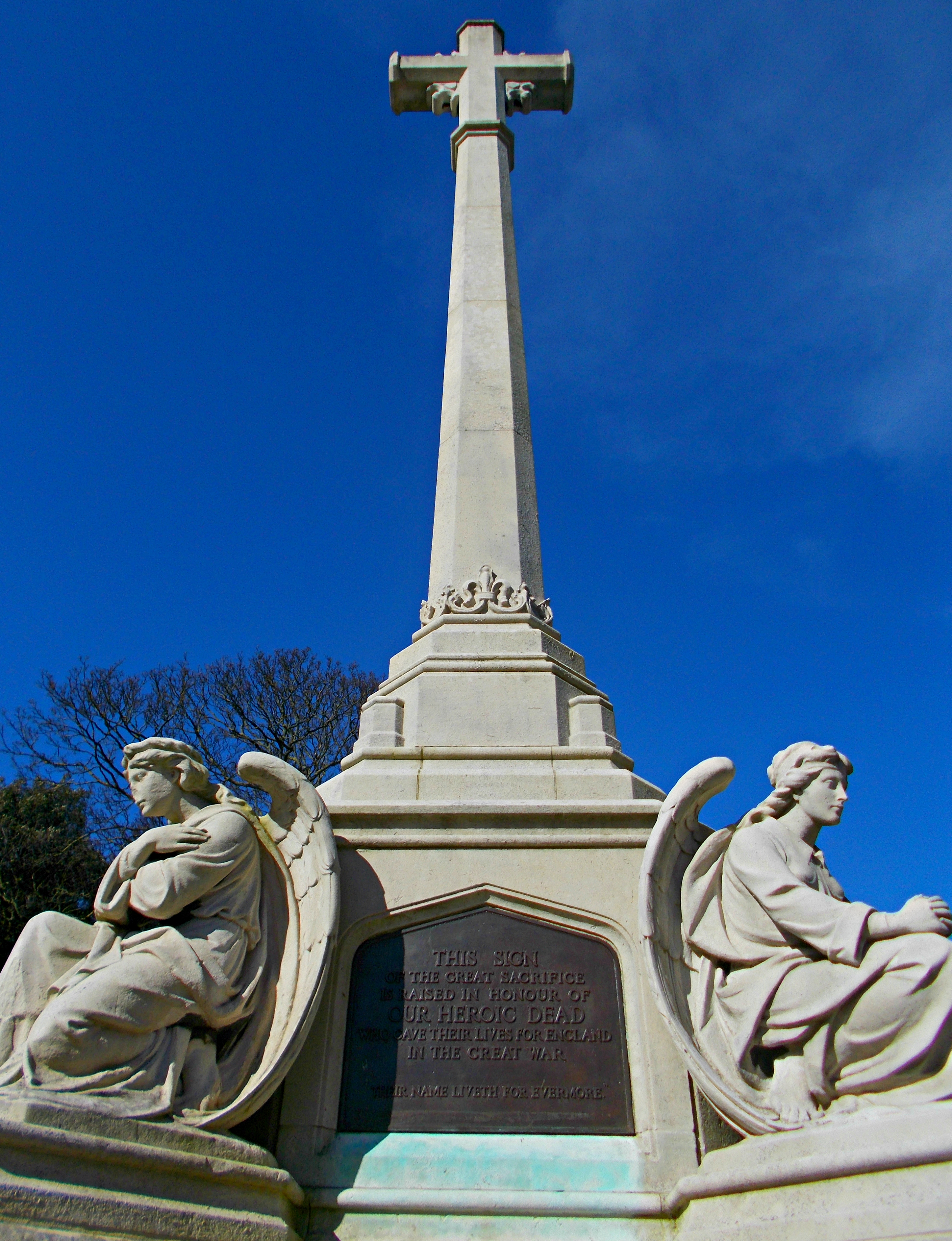
萨顿战争纪念碑

目前的庄园公园咖啡馆于2010年10月开业。它具有一系列的环境特征，包括其稻草结构，寿命超过 200 年。它由亚马逊内尔斯建筑公司设计，并由许多建筑团队建造。这是伦敦第一座使用这种建筑方法的节能建筑。
萨顿南部是班斯特德丘陵，向南延伸约 1 英里，朝向邻近的班斯特德。 这是一个大型具有特殊科学价值地点，占地430英畝（170公頃） 。 班斯特德高尔夫球场位于北坡。
地方自然保护区
萨顿包含两个地方自然保护区。 
- 安东新月湿地保护区：有池塘、柳树和芦苇丛。它为绿鹬和鹬等鸟类提供了栖息地。[40]
- 德文郡大道自然保护区：是区重要自然保护地点，二级保护区。主要是中性草地。一个值得注意的物种是小蓝蝴蝶，这在该区很罕见。 [41]

## 建筑

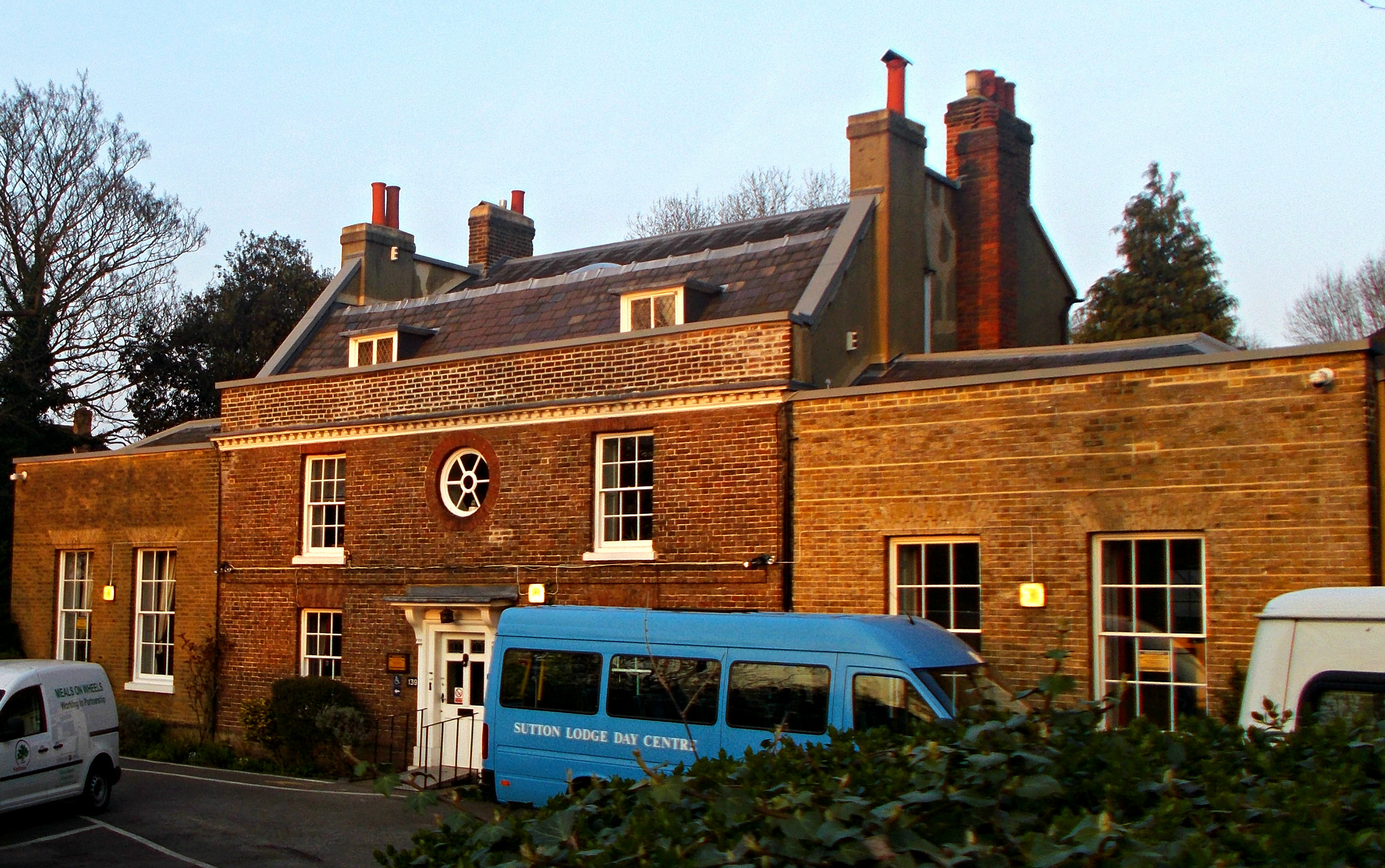
萨顿小屋，萨顿现存最古老的建筑

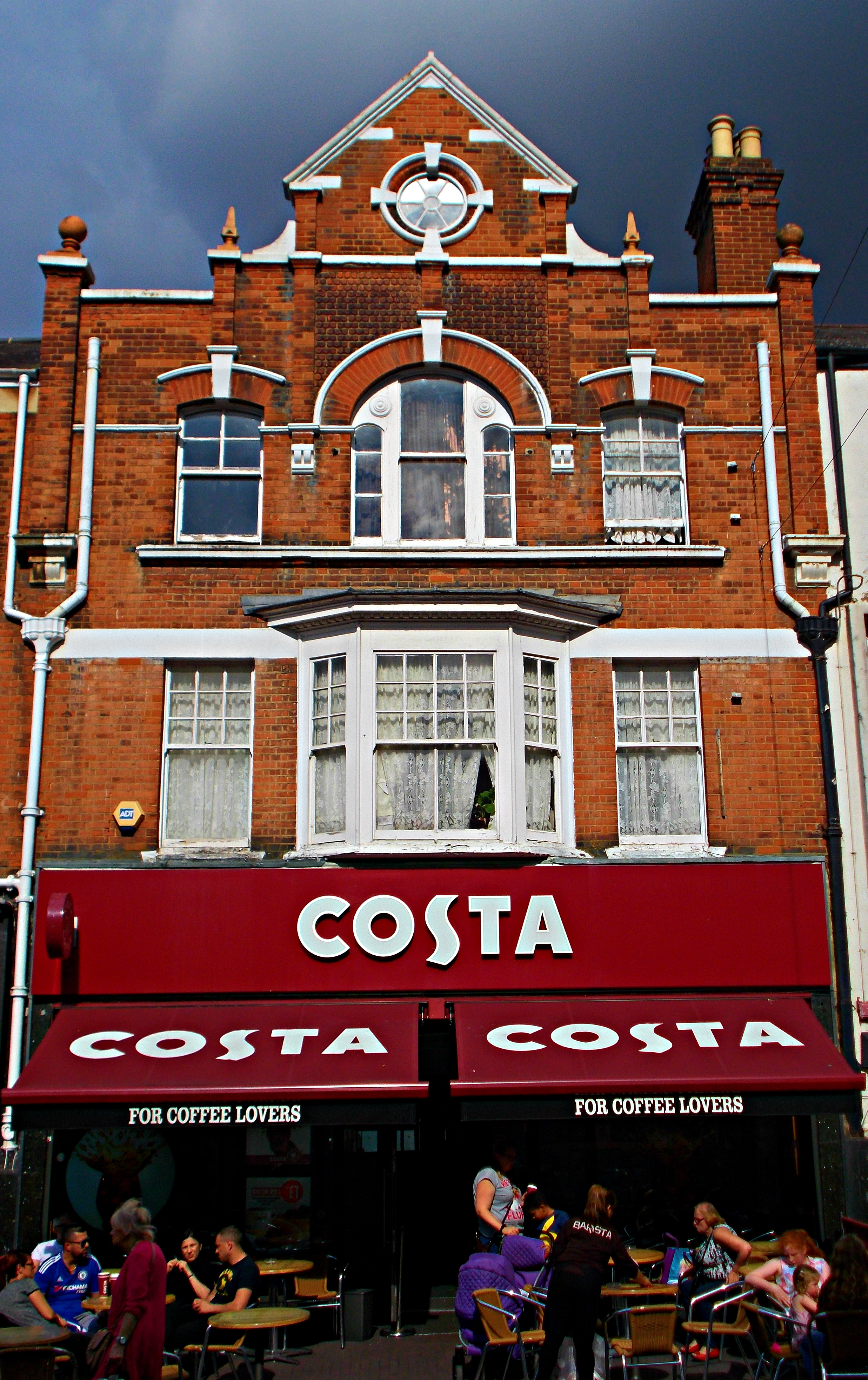
萨顿高街的华丽建筑

萨顿的发展主要是在铁路于19 世纪中叶修达后发生的。虽然它在马车时代已经是一个拥有客栈的村庄，但最早的建筑大多是维多利亚时代的。一些建筑物可以追溯到维多利亚时代之前。建于18世纪中叶乔治亚时代的萨顿小屋被认为是萨顿现存最古老的建筑。位于布赖顿路的小屋最初是农场的农舍。后来，周围的农田被卖掉建房。 小屋本身幸免于难，并被萨顿议会买下用作日间活动中心。在它的早期历史中，它可能是乔治四世登基前和他的情妇的藏身之所。该建筑为二级保护建筑。 

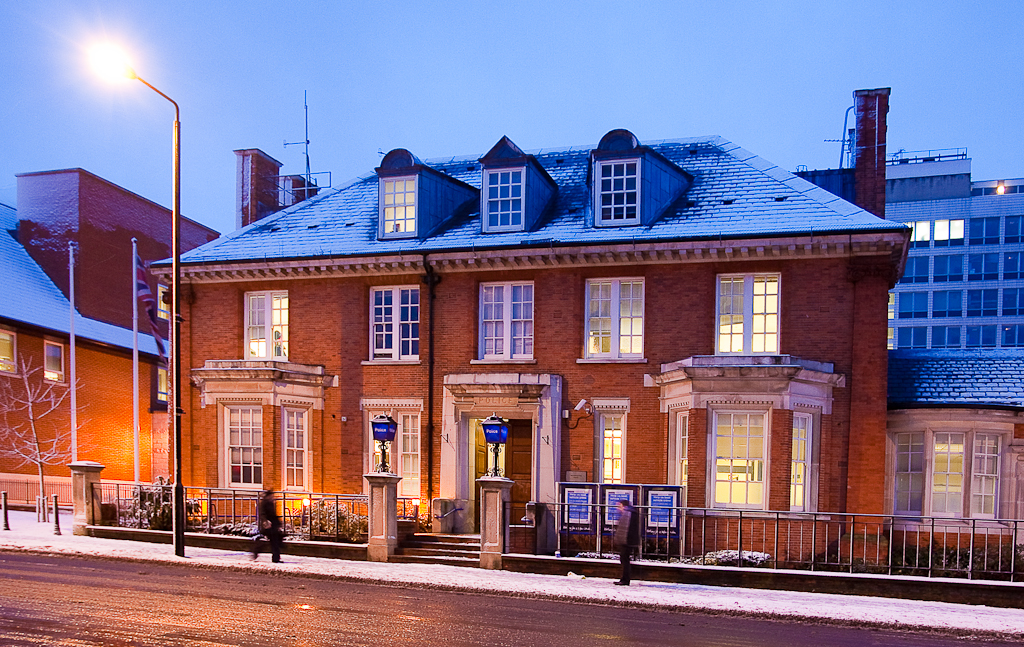
建于爱德华时代的萨顿警察局

高街和中心区的房屋以维多利亚式建筑为主；爱德华时代的建筑也有代表。还有建筑风格多样的高街以东的维多利亚式住宅区（被称为“新城”）。该镇以1930 年代的最新建筑风格为特色（包括一些装饰艺术风格和现代风格）。
21世纪建筑最突出的例子包括阿斯拜克公寓楼和兰伯恩公寓楼以及新的警察局扩建部分。 阿斯拜克公寓楼是在一座前办公楼的基础上创建的；它被重新包覆成赤土色，并在顶层公寓的顶部增加了三层。一共十八层，从萨顿到处都能看到。兰伯恩公寓楼是新建的。
2003年，萨顿警察局的扩建工程完成，并于次年由专员约翰·史蒂文斯爵士正式开放。扩建部分远大于其附属的原爱德华时代建筑，供萨顿刑事调查局、刑事司法部门和自治市情报部门使用。

### 保护区
萨顿镇有四个保护区（萨顿自治市还有其他几个保护区）。一个在市中心，另外三个是住宅区。这些区域是：
- 萨顿市中心高街十字路口保护区，于 2011 年指定，以高街建筑的“生动、维多利亚式、彩色砖石立面”而闻名。 [45]
- 兰西路保护区宏伟、精致的爱德华式别墅。 [46]
- 以现代主义房屋为主的格罗夫大道保护区。 [45]
- 萨顿花园郊区保护区，其工艺美术风格的住宅为花园城市运动做出了贡献。 [47] [45]

### 鲁赛廷
鲁赛廷是一座建于 1899 年的大房子，位于伍斯特路25号，占地0.75英亩。它是附近建造的几座类似的中上层阶级房屋中的最后几座。它最初由乔治·史密斯和他的妻子玛丽占据，玛丽是当地捐助者托马斯·沃尔的妹妹。史密斯将他名字的首字母GS放在了这座由弗雷德里克·惠勒设计的艺术和工艺风格的红砖建筑的立面上。
特色包括人字形屋顶、大烟囱、凸窗、绿色铜圆顶和带瓷砖屋顶和大理石地板的门廊。随着1965 年新成立的萨顿伦敦自治市镇的成立，这座房子成为了萨顿人口登记处。 

## 宗教场所
镇中心有三座教堂：位于圣尼古拉斯路的三一教堂和圣尼古拉斯教堂，以及位于奇姆路的萨顿浸信会教堂。
镇上的其他教堂包括北部的诸圣堂、东部的圣巴拿巴教堂和南部的基督教堂（均为圣公会）；和两座罗马天主教堂，东部的玫瑰圣母教堂和萨顿格林的圣家堂。救世军在本希尔大道设有一个中心。最近，萨顿希望教会成立于2015年11月，在萨顿文法学校开会。
萨顿犹太教堂位于镇中心以南的雪松路。 

### 三一联合改革宗卫理公会

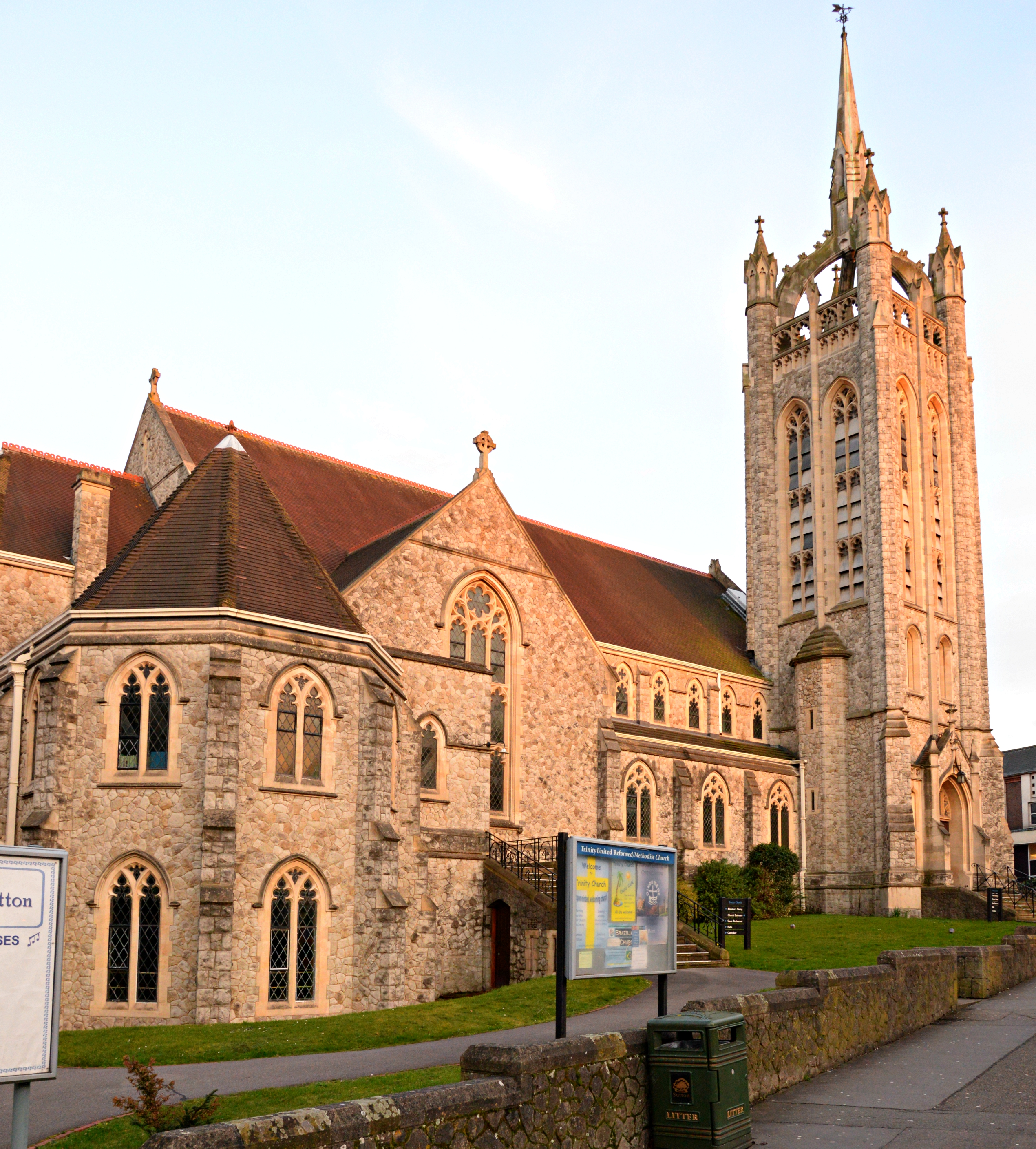
三一教堂

二级保护建筑三一教堂为哥特式风格，外观为肯特碎石。其高大的方形塔楼是最引人注目的建筑特色，使该建筑成为地标。它的“皇冠和灯笼”尖顶是一个非常不寻常的特征，与两座大教堂——爱丁堡的圣吉尔斯大教堂和纽卡斯尔大教堂一样。 
现在的建筑于1907年正式启用，1932年随着卫理公会联合会更名为三一卫理公会教堂。1972年，公理会和长老会联合起来，萨顿的公理会和卫理公会也联合起来，三一成为联合改革宗和卫理公会联合教会。

### 萨顿浸信会

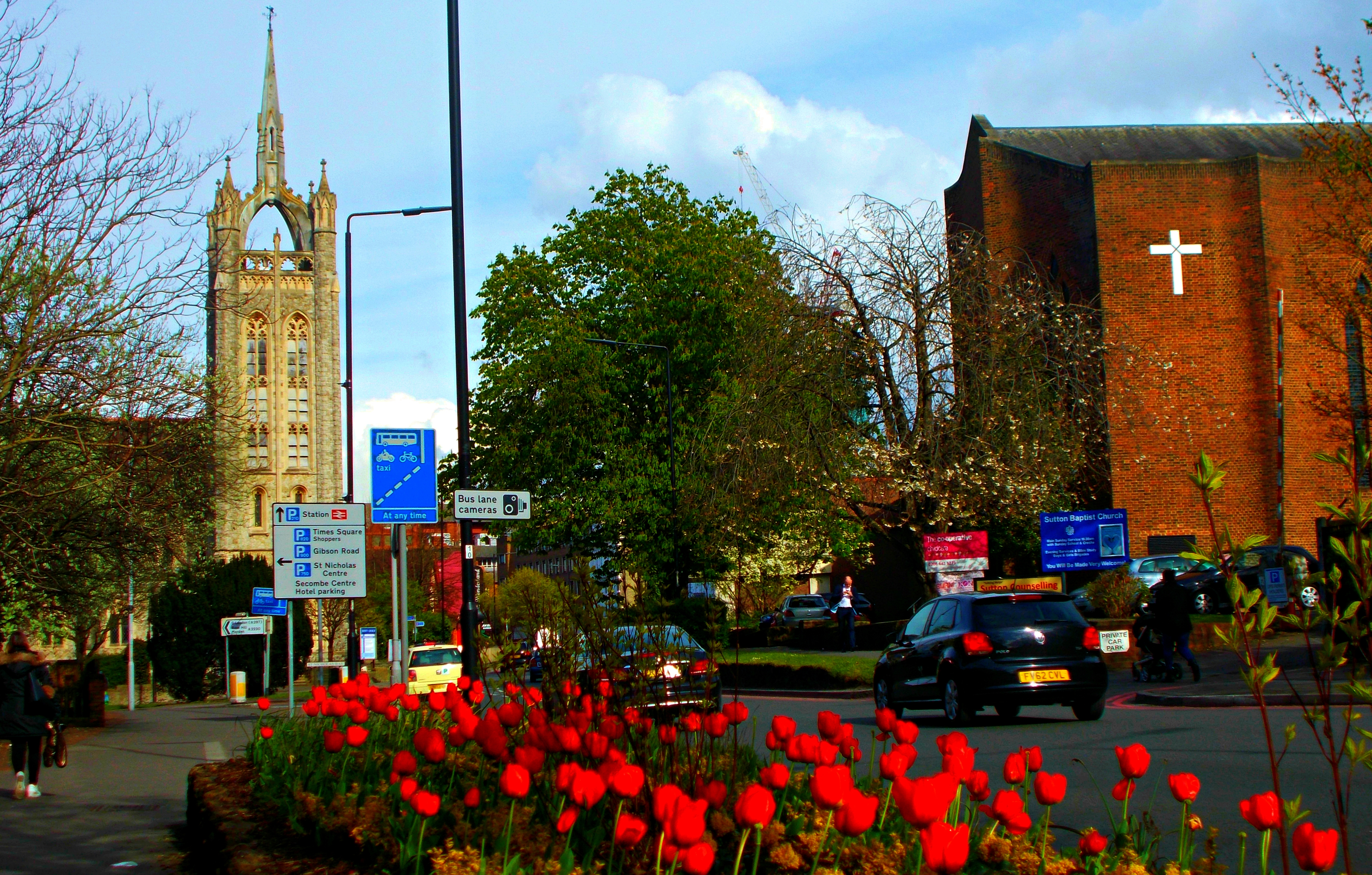
位于奇姆路两侧的三一教堂（左）和萨顿浸信会教堂（右）

与镇中心的其他两座教堂相比，浸信会教堂相对现代——它由建筑师纽金特·凯士麦德（1896-1976 年）设计，主要使用砖瓦等传统材料，风格受艺术影响和手工艺运动。由霍洛威的麦斯皮彻有限公司于 1934 年建成，仅用了半年多的时间。其设计不仅引起了当地，而且引起了全国教堂和建筑界的兴趣。 
这座教堂以其现代砖砌设计、长墙和现代风格的凹面sweeps而闻名于该行政区。窗户采用简洁的线条，具有简化的哥特式风格。内部有许多裸露的砖砌结构和宽阔的尖拱，砖的铺设方向突出了这一点。 

### 圣尼古拉斯教堂
二级保护建筑圣尼古拉斯教堂是市中心三座教堂中最古老的，周围环绕着一个树木繁茂的小墓地。它与其他教派建立合一伙伴关系，并与其他圣公会教堂建立团队关系。
萨顿的许多著名历史居民都埋葬在教堂墓地中。其中包括庄园大屋的最终主人霍华德·奥姆先生；多萝西·梅森，第四代男爵威廉·布朗洛爵士的妻子；威廉·塔尔博特，第一代塔尔博特伯爵；以及首都地区学校的185名孤儿。1921年，教堂主日学儿童竖立的纪念碑标志着孤儿的坟墓。1940年，一枚大型炸弹落在教堂墓地。它摧毁了几座坟墓，但教堂建筑本身完好无损。

### 诸圣堂

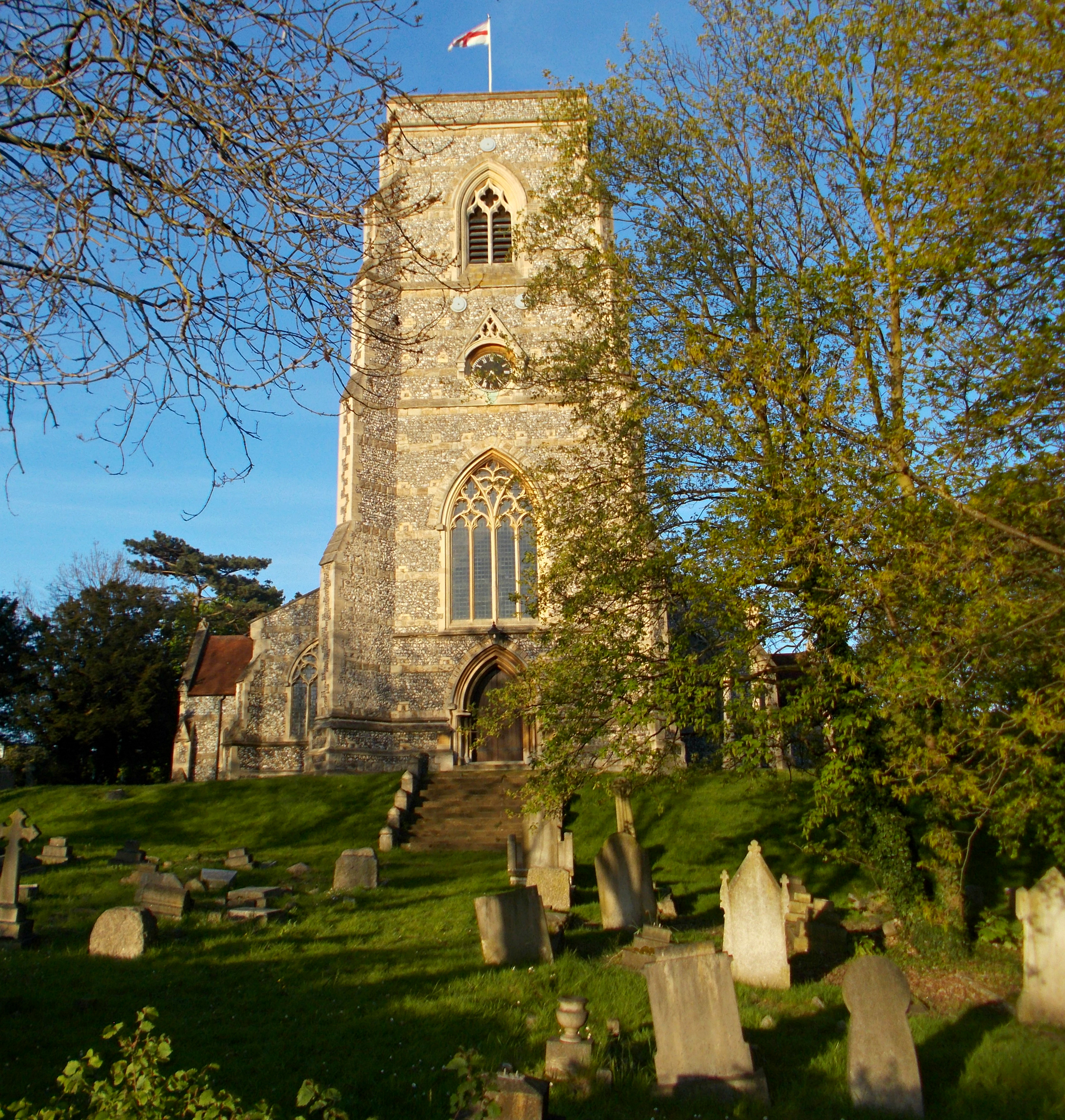
诸圣堂

诸圣堂位于萨顿镇中心北部天使山旁的诸圣路。其庞大的规模和突出的位置使其成为当地的地标。其教区创建于1863年，同年奠基的二级保护建筑由塞缪尔·桑德斯·特伦设计，采用哥特式复兴风格。当时的庄园领主托马斯·阿尔科克出资18,000英镑建造这座建筑，包括土地、牧师住宅和一所学校的土地。这座教堂被设想为阿尔科克在东部土地上开发的维多利亚式上流社会住宅区的便利设施。
教堂周围有一个历史悠久的墓地，其中包括几座重要的坟墓。它树木繁茂，包括通往北门廊的小路旁的紫杉树。
英格兰遗产委员会将这个教堂描述为“一座非常精美的具有14 世纪早期装饰风格的建筑”。 

### 圣巴拿巴教堂
镇中心东面是圣巴拿巴教堂，由建筑师理查德·卡彭特和本杰明·英格洛于 1882 年至 1884 年间建造。它的目的是服务于19世纪下半叶开发的萨顿“新城”。
建筑上，教堂为红砖石砌建筑，哥特式复兴风格。它的中殿有五个开间，内部由带簇轴的柱子和木剪刀桁架屋顶支撑。  

### 基督教堂
萨顿基督教堂坐落于镇中心的南边的基督教堂公园。它由建筑师纽曼和雅克于1888 年建造，1910年至1912年扩建。 
这座教堂是19世纪城镇扩建的一部分。随着镇中心圣尼古拉斯教区教堂以南人口的不断增长，人们认识到生活在南部的人们需要一座更加本地化的教堂。该建筑位于布赖顿路以东当时的薰衣草田中。教堂拥有萨顿最大的礼堂，包括一个有五个隔间的中殿、一个圣坛、后殿、南北走道、礼拜堂、前厅和礼拜堂。 

### 玫瑰圣母教堂和圣家堂
在市中心以东的圣巴纳巴斯路，是玫瑰圣母教堂。它于 1892 年建成并祝圣，1912年扩建，1932年，当时的南华克罗马天主教主教彼得·阿米戈祝圣了教堂目前的祭坛。 
圣家堂虽然离市中心较近，但是最新。1960年代建造了圣家堂大厅。目前的教堂建于1988年。 

## 文化
萨顿拥有一系列公共艺术、大型图书馆、音乐场所以及电影院和剧院。它是伦敦西南部的摄影中心。 

### 萨顿中央图书馆的美术馆空间
萨顿中央图书馆的美术馆旨在为萨顿伦敦自治市镇的居民提供范围广泛的当代艺术、遗产和历史体验。画廊空间可供希望单独或作为团体展示其作品的专业艺术家、集体和非营利组织租用。除特定活动外，所有公众均可免费进入画廊和参观展览。

### 想象艺术节
2006年推出了一年一度的想象艺术节。此后，它获得了英国艺术委员会的资助。

### 公共艺术
萨顿镇中心包含六件主要的公共艺术作品，以及其他几件作品。主要作品中，壁画三件，雕塑三件。

#### 萨顿遗产马赛克

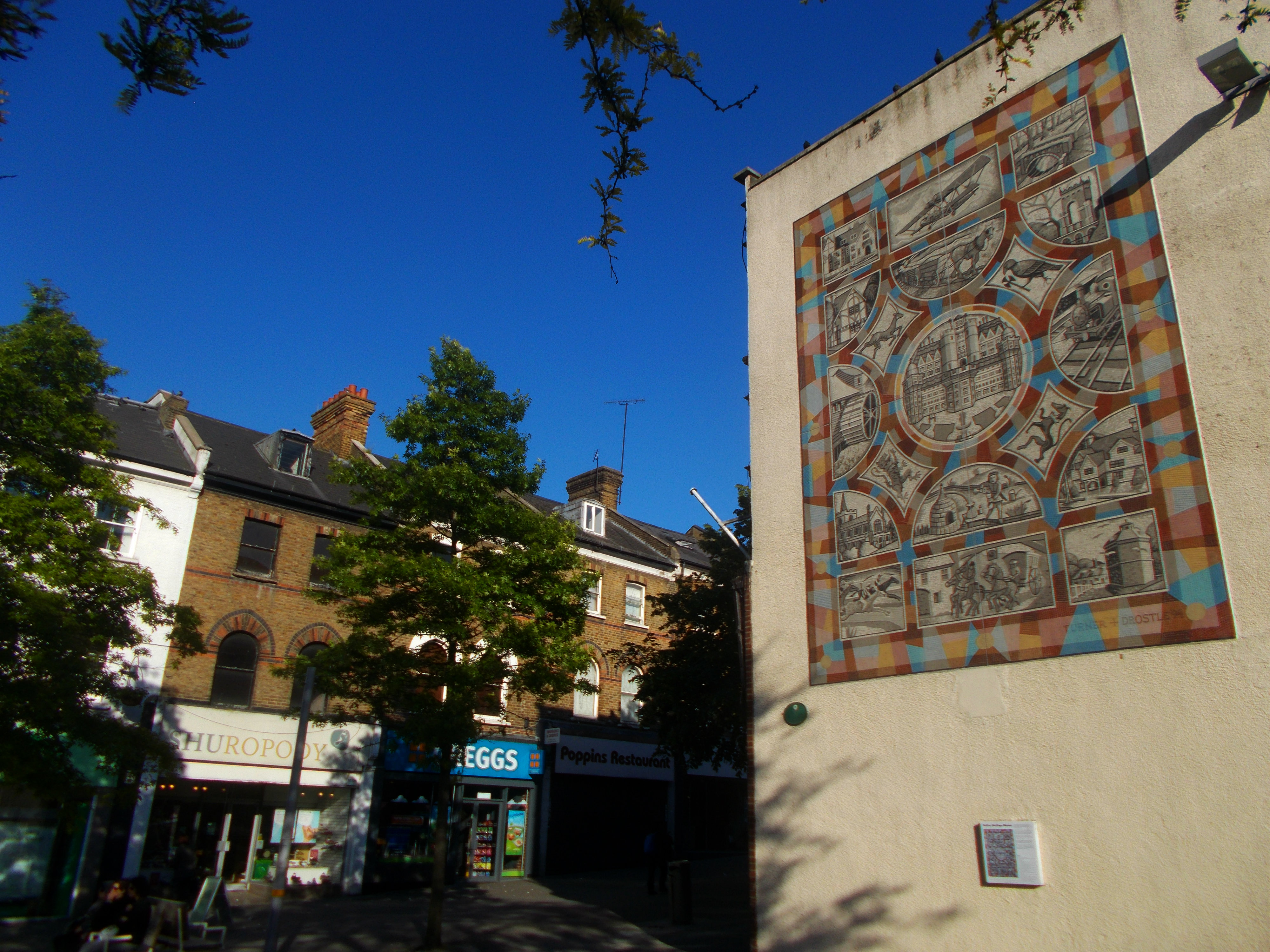
萨顿遗产马赛克

镇中心有一个9（30英尺）高5（16英尺）宽，覆盖了城镇广场的一个三层建筑侧墙。它是英国最大的壁画之一，受萨顿自治市镇的委托，以庆祝该自治市镇的遗产。马赛克由艺术家加里·德罗索和罗伯·特纳创作，由玻璃陶瓷镶嵌物制成，于1994年安装到目前位置。
它由罗伯·特纳设计，展示了萨顿遗产和当地历史的多个方面。中心部分是对亨利八世在无双宫的描绘。 
2011年安装了一块描述面板的牌匾，议员 格雷厄姆·托普揭幕时说：
在过去的 17 年里，这个美丽的马赛克一直是我们高街备受喜爱的特色......我希望这块牌匾能帮助[人们]更好地欣赏它。

#### 韦尔斯利路壁画

萨顿韦尔斯利路的艺术

火车站以南约一百码处的韦尔斯利路有一幅大型壁画。它是由来自西班牙毕尔巴鄂的街头艺术家伊娃梅纳创作的，她是城市艺术运动的领军人物。这幅壁画创作于 2008 年 ，并在三天内完成。
它受一家热衷于推广当地艺术的清洁公司老板的委托，描绘了美国创作歌手艾丽卡·巴杜的形象。这幅画覆盖了该公司办公楼的整个侧墙。

#### 萨顿双城壁画
双城壁画是一组七幅独立的画作，镶嵌在高街与萨顿阁路交界处一座维多利亚式商业建筑侧面的七个模拟窗框内。这些画描绘了萨顿伦敦自治市及其四个欧洲双胞胎城镇的场景：巴黎郊区加尼；哥本哈根的Gladsaxe ；德国明登；和柏林的Charlottenburg-Wilmersdorf 。
这些画作由公共艺术家加里·德罗索和罗伯·特纳设计并绘制在胶合板上，并于1993年在萨顿与 Wilmersdorf 结对 25 周年之际揭幕。这五座城镇分别在其主要特征图像上方涂有纹章盾牌，都有自己的植物，象征着环保意识；代表萨顿的植物是山毛榉树。  

#### 萨顿浑天仪

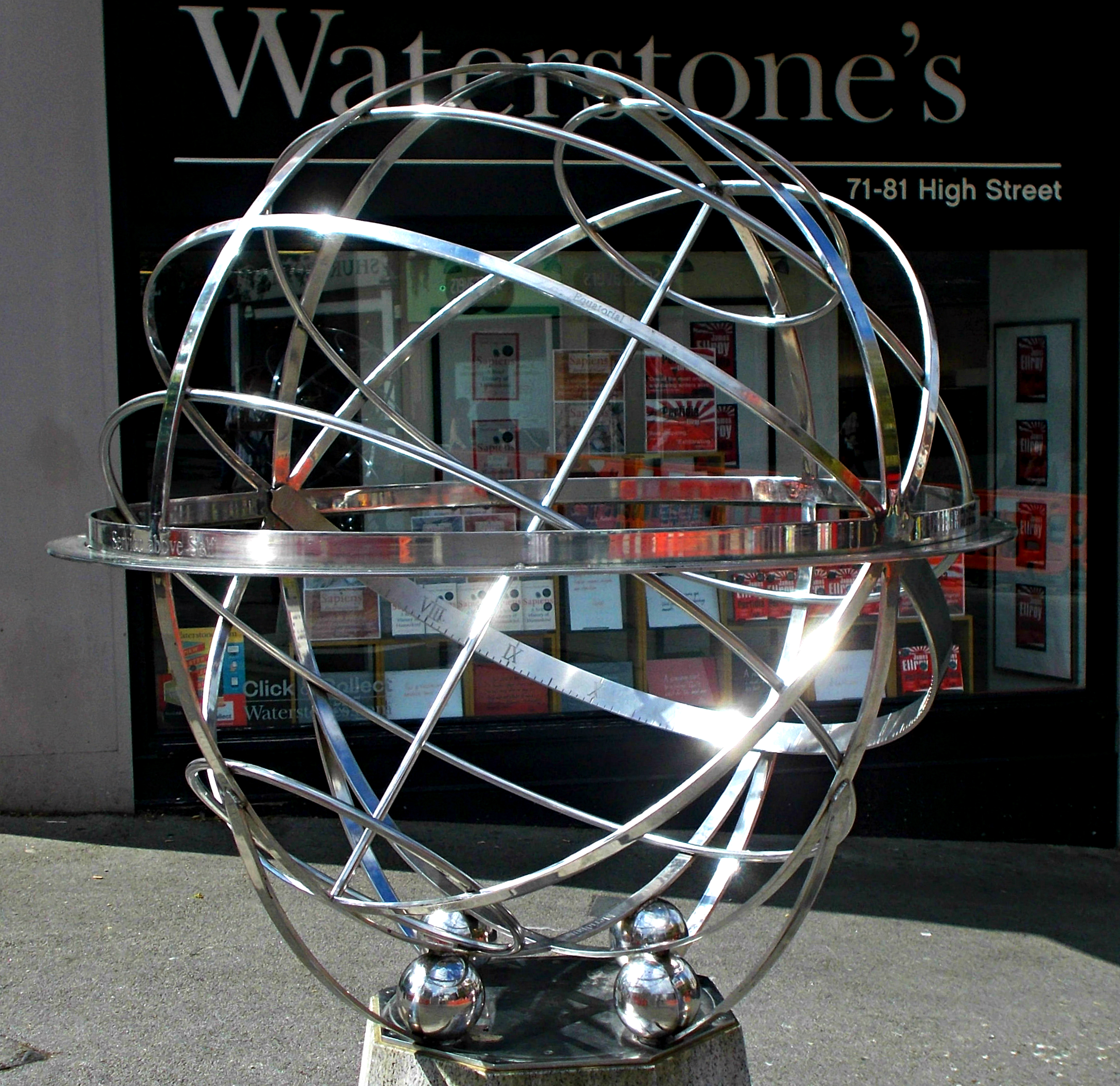
萨顿浑天仪

扶轮社于2000年将千禧年浑天仪献给了该镇。它以古代计时器的形式存在，具有三个用途：第一，报时；其次，通过各种铭文来纪念时间，包括扶轮社的座右铭“服务超越自我”以及与泰晤士河畔金斯敦等附近地区的距离；第三，纪念扶轮社所做的工作。
浑天仪是该镇的一个受欢迎的特色，它继续为镇中心提供焦点。它不仅标志着新千年的到来，而且标志着扶轮社自1923年以来在萨顿福利中发挥的核心作用。
它最初安装在前“千禧花园”内，但在 2011 年略微重新定位到中央广场的边缘，在 Waterstones书店前面。

#### 传信人

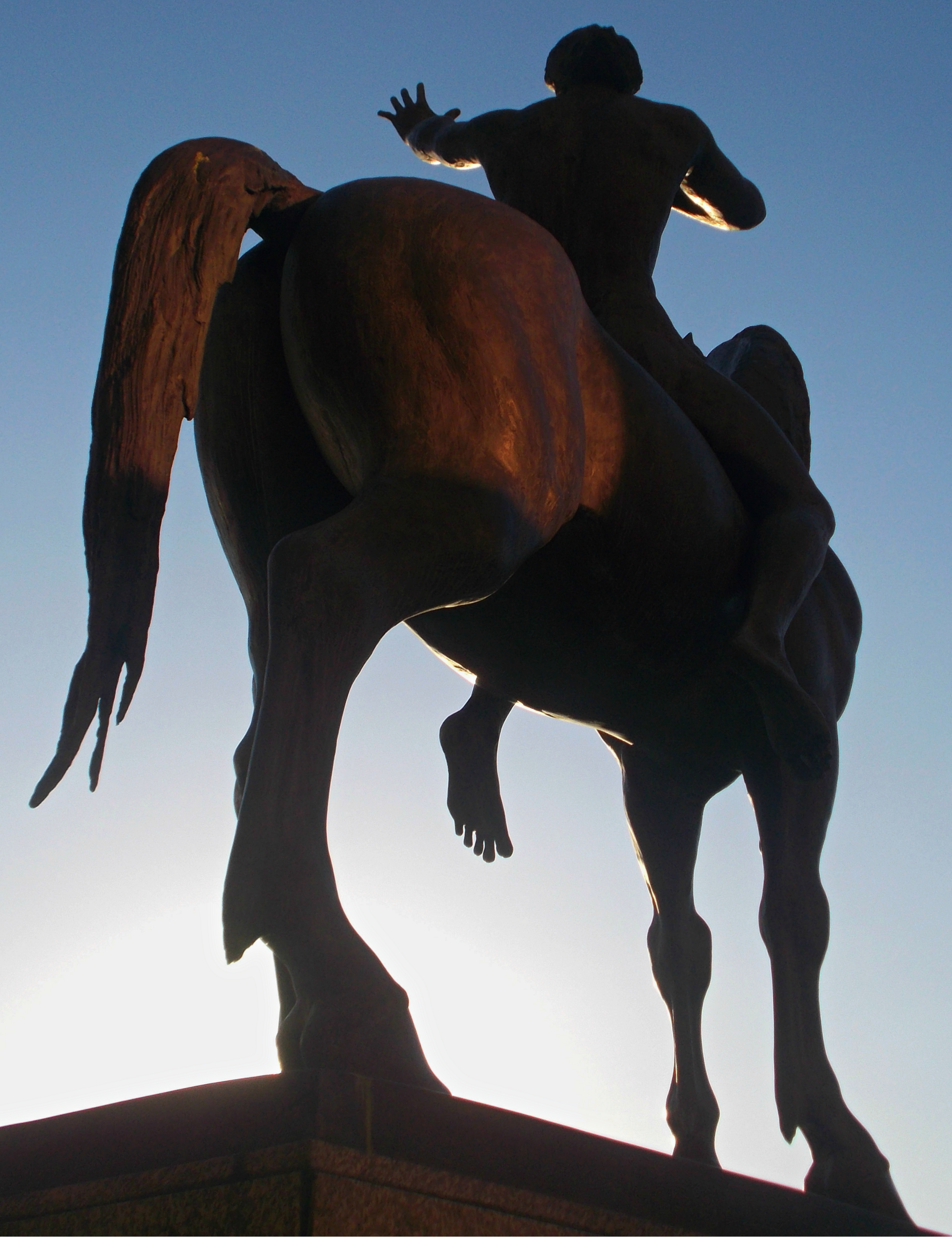
传信人

信使雕像是一尊青铜雕塑，带有非常深的锈蚀，由大卫·韦恩于1981年完成，他是一匹大马和一名骑手。马的左腿微微抬起，望着火车站。骑手无鞍地坐着，左手举过头顶，右手放在嘴边，好像在呼唤。它是完全真人大小的，安装在一个7英尺高的大理石和花岗岩平板底座上。总高度为150 英寸。 
该雕像由当时的商业出版社国际有限公司委托，现在由象限屋的RELX集团子公司里德商业信息公司负责维护工作。 这是雕塑家的一项重要委托，从他的第一个想法和灵感，到粗加工、精炼和铸造，再到最后的揭幕和安装，他花了四年时间。该公司希望他说明其基本业务、沟通，但要传达它的理念，而不是简单地以一种完全明显的方式表现它。 雕像位于象限屋的正门旁，毗邻萨顿火车站。

#### Transpose 2002

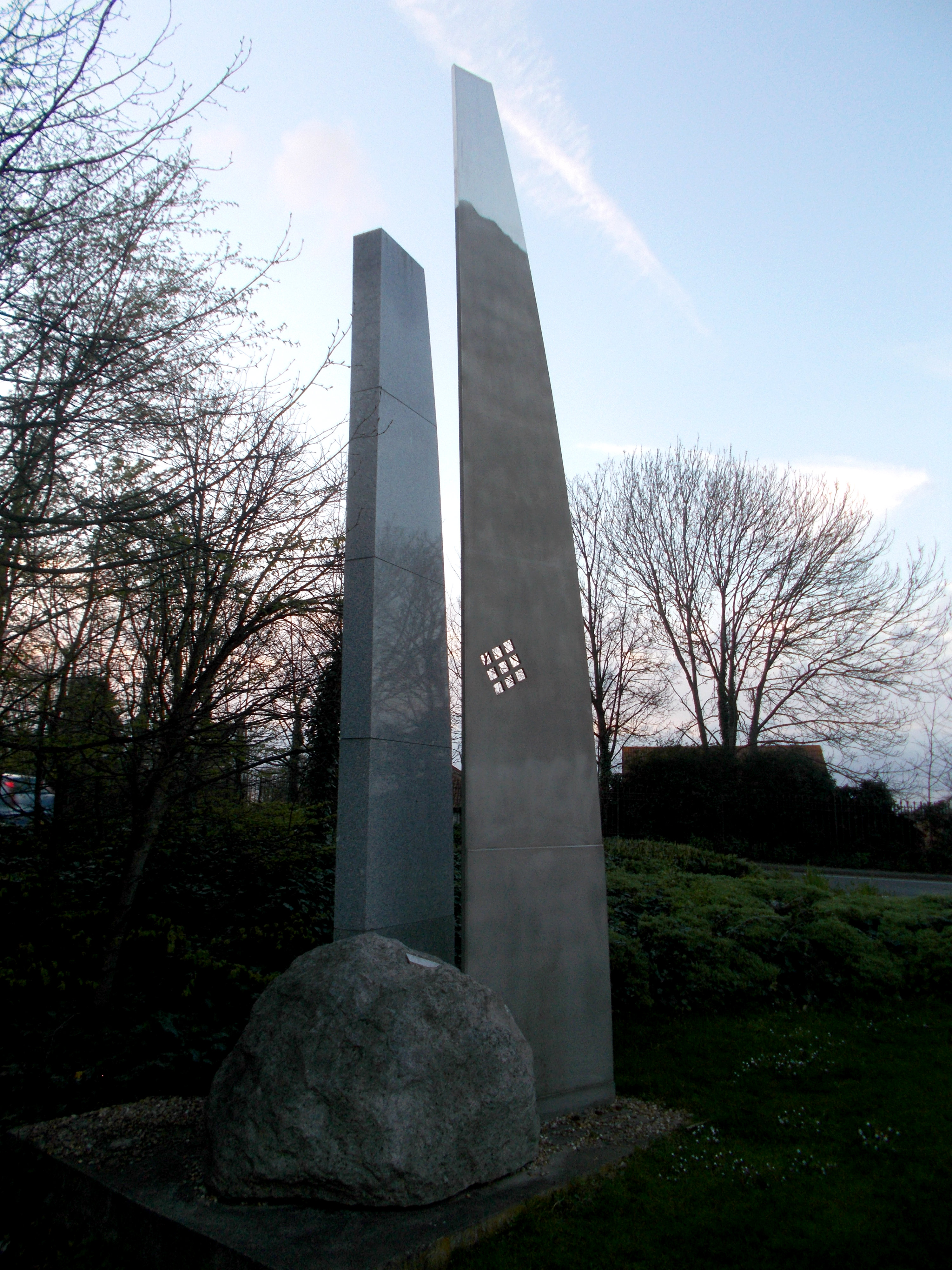
Transpose 2002

Transpose 2002是迈克尔·丹·阿彻的雕塑，位于卡肖尔顿路和兰利公园路的交界处，距离该镇历史悠久的中央十字路口约250码。它高7米（23英尺），宽1.5米（5英尺），深1.5 米，由中国花岗岩和不锈钢制成。它由花岗岩形式旁边的钢刀片状结构组成。刀片包含一个网格，允许阳光照射到花岗岩上。 
该雕塑由查特韦尔地产、百安居和伦敦萨顿自治市镇联合委托建造。 顾名思义，它可以追溯到 2002 年。阿切尔说他的雕塑“主要是唤起石头的厚重和物质性及其与建筑、人文和景观的关系”。  
Transpose 2002的设计、位置和尺寸结合在一起，使它成为从卡肖顿路向东进入萨顿市中心的重要地标。

### 彩虹人行横道

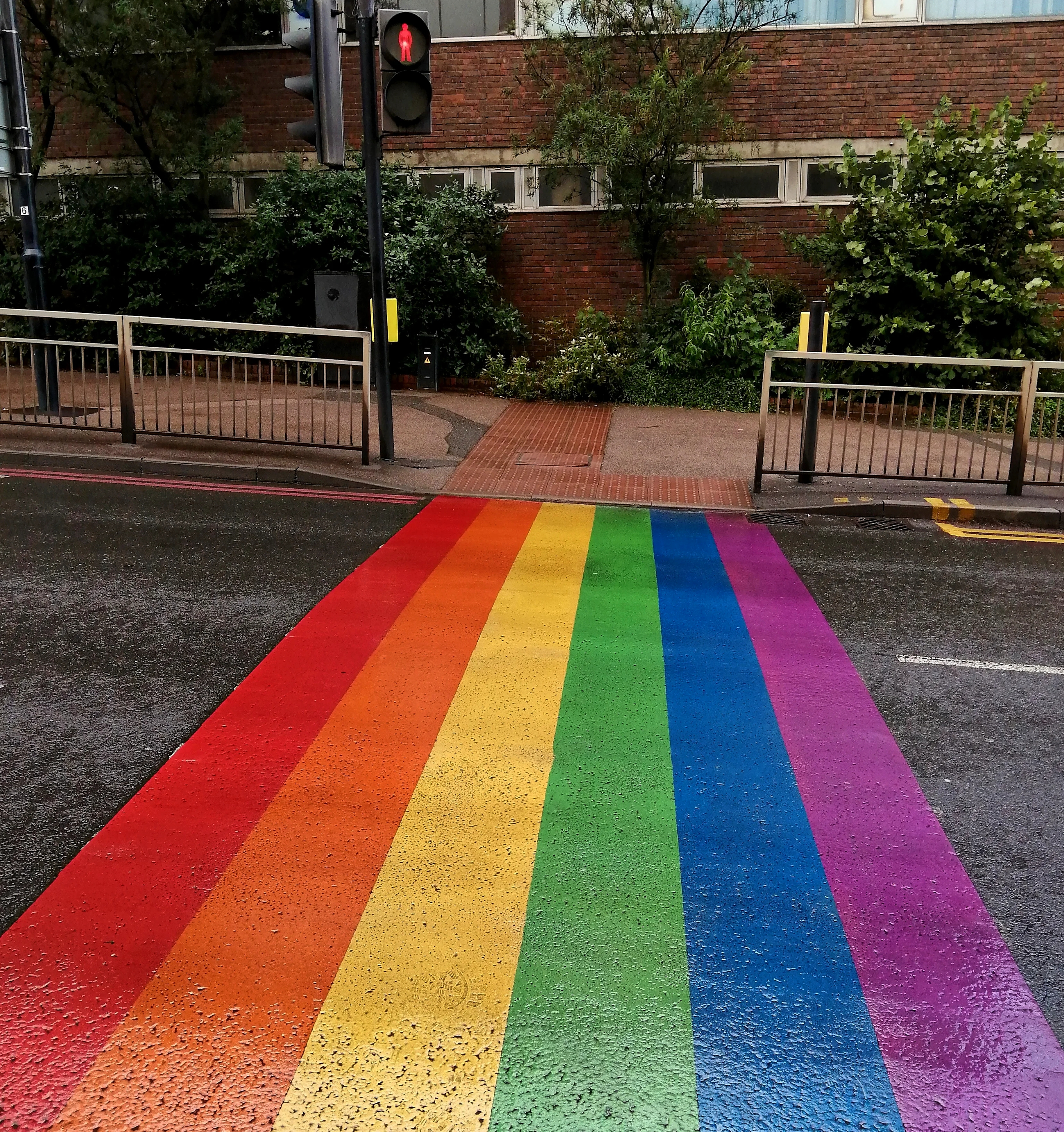
萨顿的彩虹十字路口

2020 年年中，为纪念该区的LGBT+社区，在圣尼古拉斯路安装了永久性彩虹人行横道，毗邻萨顿市政中心。这使得萨顿成为伦敦拥有永久性彩虹人行横道的不到十个自治市镇之一。萨顿LGBTQ+ 论坛主席蒂龙阿什比说：
“彩虹十字路口将向萨顿的游客展示我们正在为 LGBTQ+ 社区营造一个包容的环境——我们正在展示我们作为一个开放、多元化和包容的自治市镇的本色，我们心中有自豪感。”  

### 跨性别人行横道

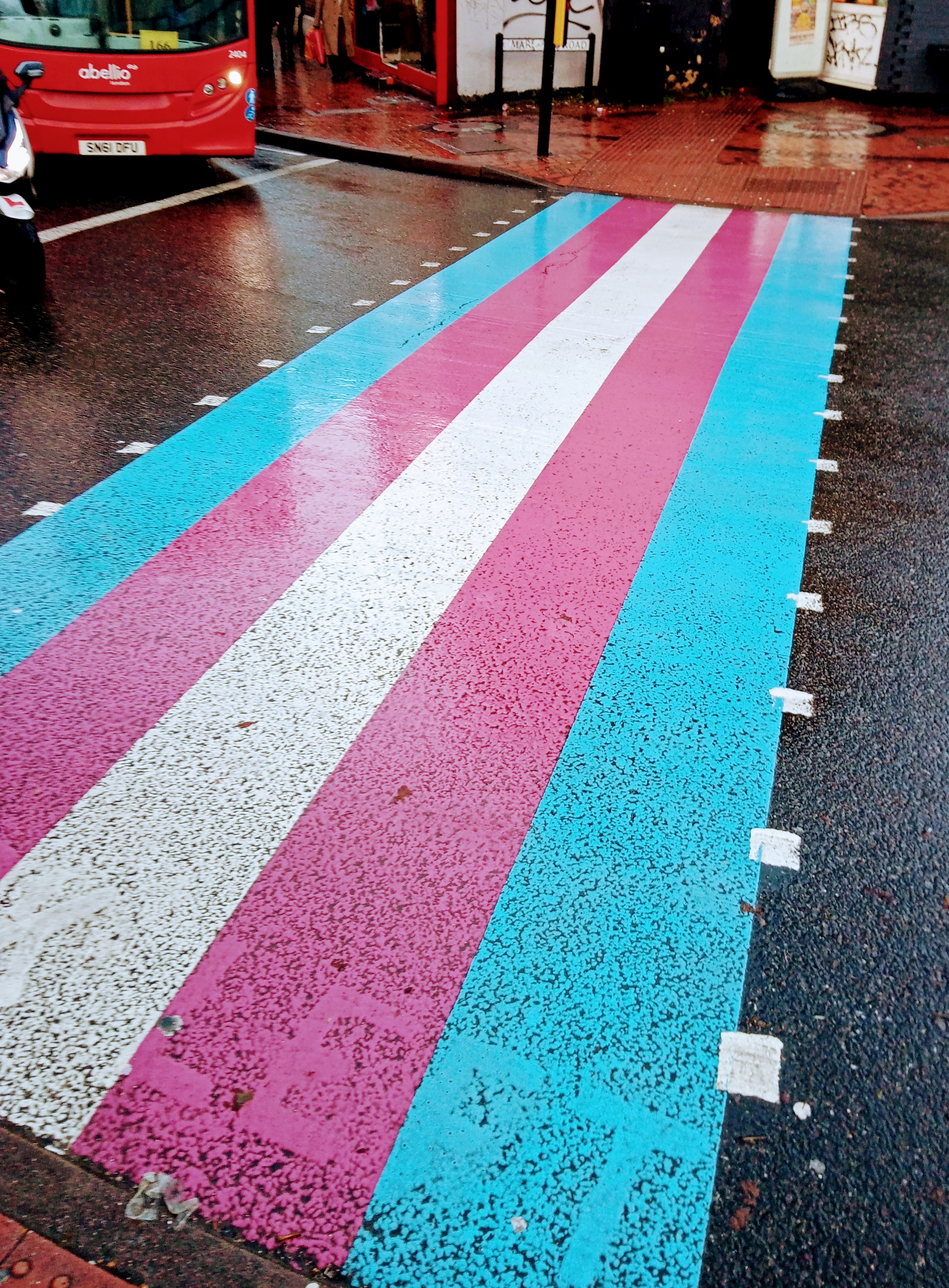
萨顿的变性人过境点

2021年5月，英国第一个跨性别人行横道在萨顿市中心高街北端出现。它的喷涂时间恰逢国际反对同性恋恐惧症、跨性别恐惧症和双性恋恐惧症日。 
萨顿委员会负责平等事务的首席成员区议员杰克·肖特说：“我很高兴看到我们的跨性别社区为萨顿带来的丰富性和多样性的庆祝活动。在变性人和其他少数群体能够在没有歧视或仇恨的恐惧的情况下生活之前，我们必须继续表示支持并与他们站在一起，以明确表明我们对消除跨性别恐惧症的承诺。”

### 多样性壁画
萨顿市议会计划在镇中心创作一幅大型壁画，以庆祝该行政区的多样性。使用当地艺术家，它将安装在圣尼古拉斯路萨顿学院的墙上。预计将于 2021 年夏季完工

### 纪念长椅

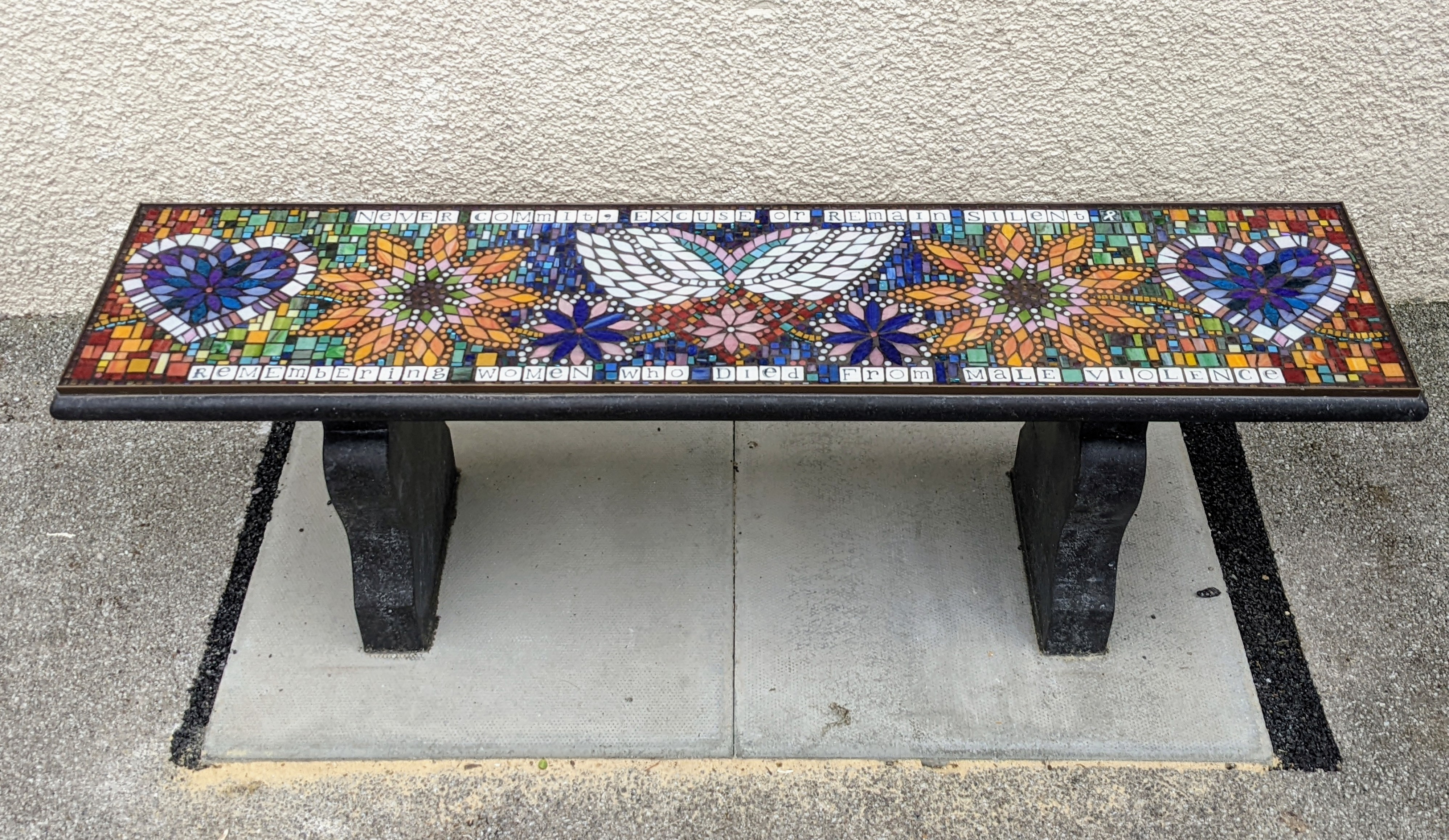
萨顿三一广场的纪念长椅

2022年3月，在萨顿镇中心的三一广场揭幕了一张专门为遭受男性暴力的女性受害者准备的长凳，该长凳由当地艺术家萨米亚·托西奥和哈娜霍拉克在 2021 年萨拉·埃弗拉德和萨比娜内萨被谋杀后创作。有一个以心形和星星为主题的色彩鲜艳的马赛克表面，铭文写着，“永远不要犯错，不要原谅或保持沉默”（白丝带运动使用的词）和“记住死于男性暴力的女性”。长凳的计划是由占领萨顿的街道运动小组构思的，此前2021年在同一地点为萨比娜内萨守夜，围绕着装饰有纱线轰炸的“纪念树”举行。 

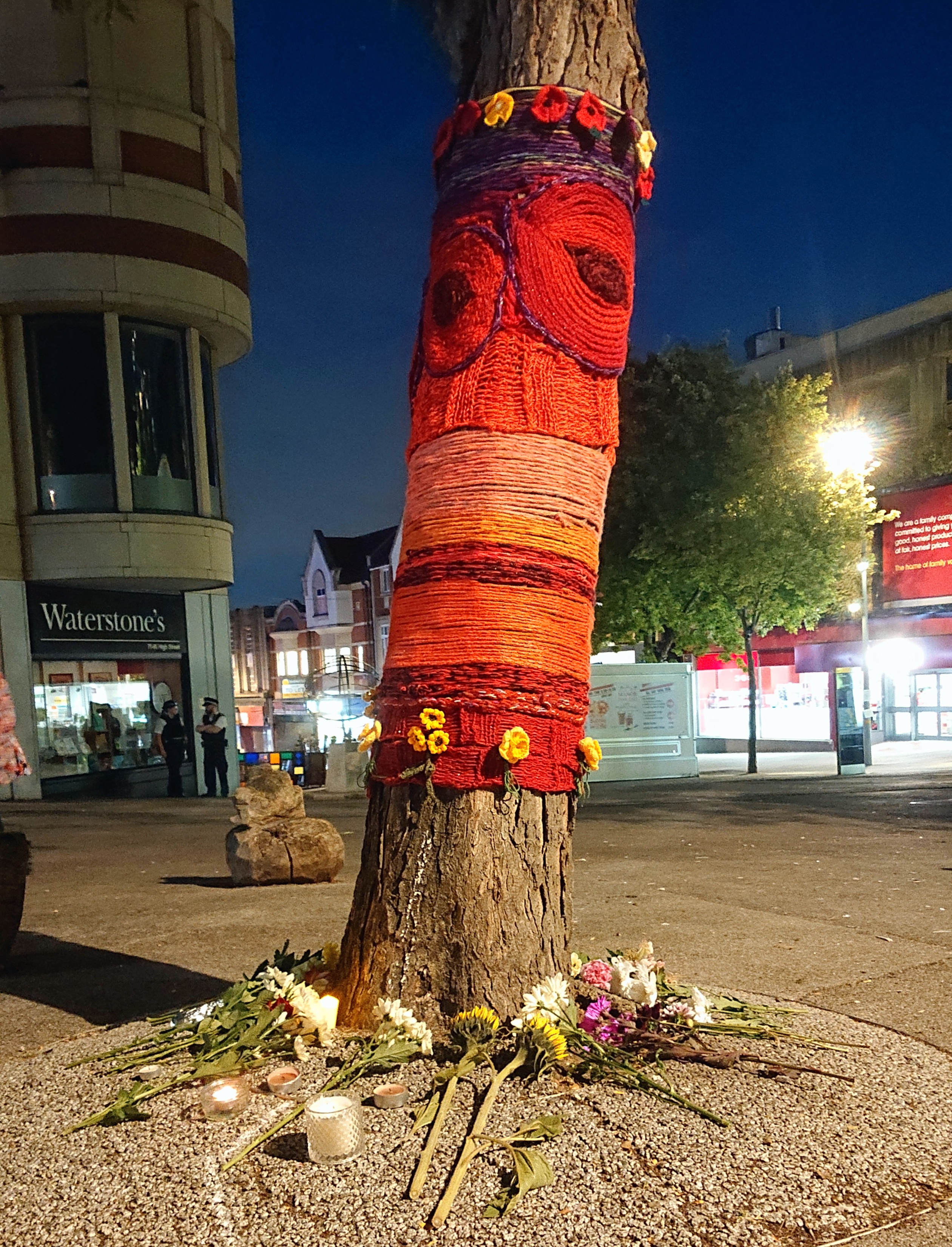
长凳附近用炸纱装饰的“纪念树”

萨顿市长崔西·菲维在揭幕仪式上说：“今天，我们在这里向所有死于男性暴力的妇女和女孩致敬，无论她们是谁或住在哪里。”出席会议的还有占领萨顿的街道主席莎拉·麦吉尼斯，她说：“结束针对妇女和女童的暴力行为的运动......可能会遇到阻力......但运动越来越大......随着女性日复一日地受到虐待和杀了。拥有如此美丽的马赛克纪念馆，不仅照亮了所有因男性暴力而失去生命的女性，还起到了教育作用和行动号召作用......”    

### 文学设施
萨顿图书馆位于和市政办公室和萨顿学院共用的同一座综合大楼。它是该区最大的图书馆。它于 1975年开业，并于2004年进行了大规模翻新以满足不断变化的客户需求。这是第一家任命图书馆常驻作家的公共图书馆；率先建立光盘和视频借阅图书馆；并且是第一个在周日提供完整公共图书馆服务的图书馆。图书馆有四层楼高，借阅和参考设施延伸至读者休息室；咖啡馆和商店；信息技术设施；听音乐的机会；以及以世界环境为主题的儿童图书馆。
图书馆的欧罗巴画廊举办艺术展览。

### 萨顿生活中心

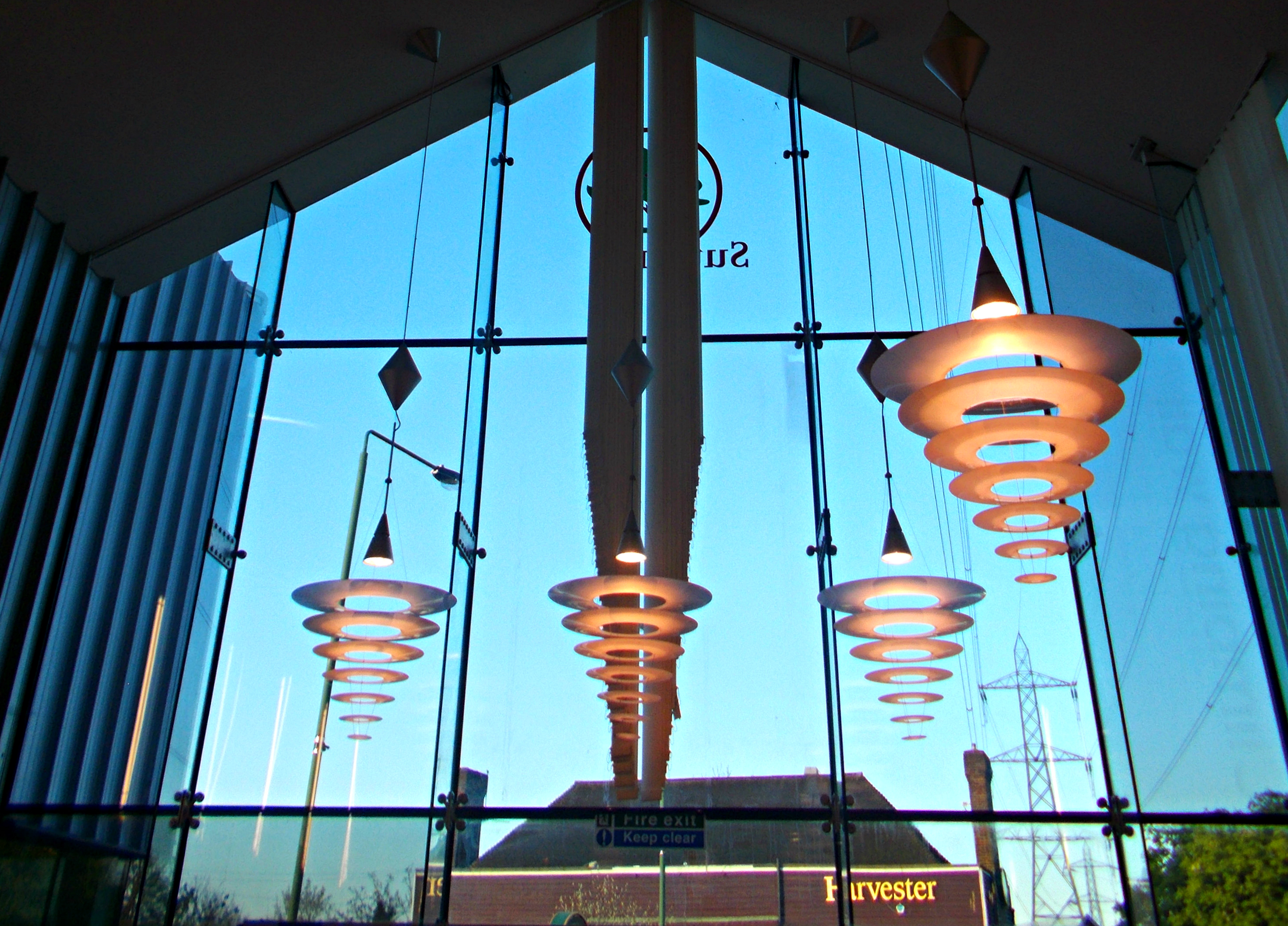
萨顿生活中心

位于萨顿公园路附近的奥尔康路的萨顿生活中心是一个耗资 800万英镑的设施，旨在改善年轻人的生活机会并鼓励良好的公民意识。为鼓励社区参与和参与，该中心于2010年10月27日由当时的副首相尼克·克莱格(Nick Clegg)主持开幕。 
该中心的主要特色 - 生活圈 - 是一条虚拟街道，一个房间，所有墙壁上都有巨大的投影屏幕，采用电影布景技术。它旨在通过使用环绕声、令人回味的灯光和互动功能来提供“身临其境的学习环境”。使用这些媒体，学生们可以看到萨顿街道上的真实生活场景，让他们了解公民身份、人身安全和环境。   

### 剧院和电影院
剧院
塞科姆剧院 （以哈里塞科姆爵士的名字命名）位于奇姆路，毗邻假日酒店。剧院由在萨顿居住了30多年的哈里爵士开设。该剧院创建于1984年，前身为1937年的基督教科学教堂建筑。该剧院与卡尔夏登的查尔斯·克莱尔工作室剧院一起运营。  2014 年，萨顿市议会要求竞标接管剧院的运营，2015年1月，新成立的“萨顿剧院信托基金”的投标获得了市议会环境和居委会的批准，接管了剧院。 2016年8月，信托进入管理阶段，剧院永久关闭。
电影院
前格拉纳达电影院于1934年作为广场剧院在卡尔夏登路开业，即现在的萨顿公园屋。 拥有 10个银幕的帝国影院于1991年开业，位于圣尼古拉斯购物中心西面。
计划中的文化中心
计划于2023年底建成一个集电影院、剧院、表演艺术课程、餐饮于一体的新文化中心。它将被称为斯罗利院，它将接管位于镇中心斯罗利路的一家前夜总会的场地。该场所的翻新工程由政府的 未来高街基金资助，该设施将由Really Local Group运营。地方议会将其视为“通过为社区、企业和艺术家的成长创造空间”对当地经济和文化的承诺的一部分。它将实现碳中和。

### 媒体
与温布尔登工作室一起，萨顿是伦敦西南部的拍摄中心。 
憨豆先生的归来是在萨顿大街拍摄的。 
The Bill的剧集是在萨顿拍摄的。
E4情景喜剧电话店是在萨顿高街的一个空置商店单元中拍摄的。
2013 年好莱坞电影《黑海》的场景是在萨顿文法学校外拍摄的。看到裘德·洛进出汽车，而学生们离开了学校。 

### 音乐
萨顿交响乐团成立于1946年。它平均每季举办三场音乐会。
西萨顿可容纳300人的轰隆隆俱乐部举办摇滚演出。  

#### 声音休息室

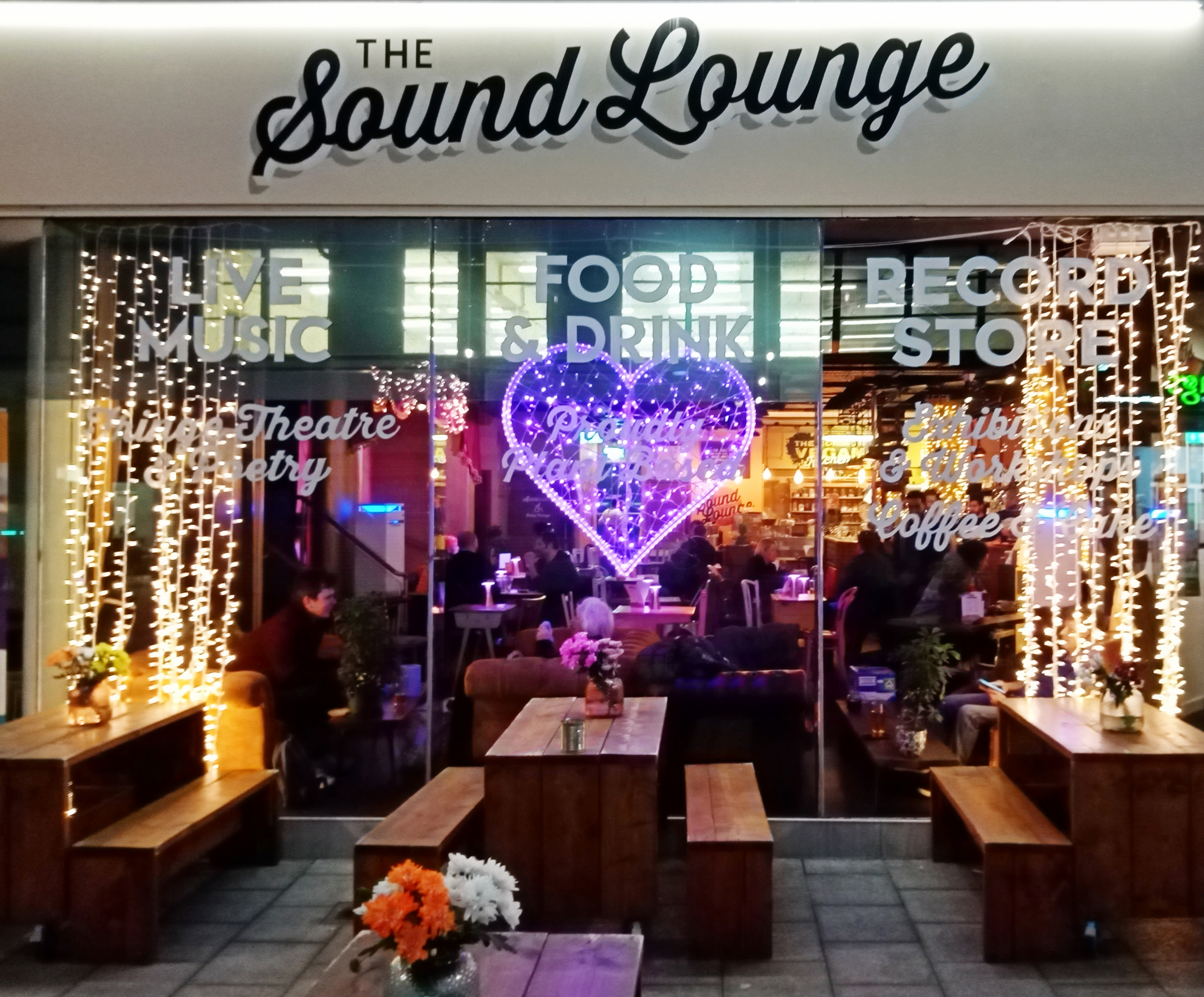
The Sound Lounge, 萨顿高街

声音休息室是一个草根音乐会场地，于2020年12月在萨顿高街的苏格兰皇家银行旧址开业。它举办布鲁斯、美国草根音乐、民谣和草根音乐的现场表演。该场地包括一家以植物为基础的碳中和咖啡馆，并举办视觉艺术展览、戏剧和舞蹈活动。  随着封锁的放松，它于2021年4月有限度地重新开放，供室内的联合音乐商店进行户外食品和饮料消费以及黑胶唱片销售。截至4月 21日，从2021年10月开始，大多数周末晚上的现场音乐活动都已预订完毕。一场女性戏剧活动定于6月27日举行，并计划举办周日的爵士乐下午与素食烤肉。 
2021年7月1日，该场地成为英国首个获得碳中和认证的草根音乐场地。已经采取了多种措施来实现中立。除了咖啡馆的完全以植物为基础的菜单外，这些措施还包括从可再生资源中获取所有能源，不将任何废物送往垃圾填埋场，并在现场为咖啡馆维护零碳农产品的分配花园。 

#### 滚石乐队

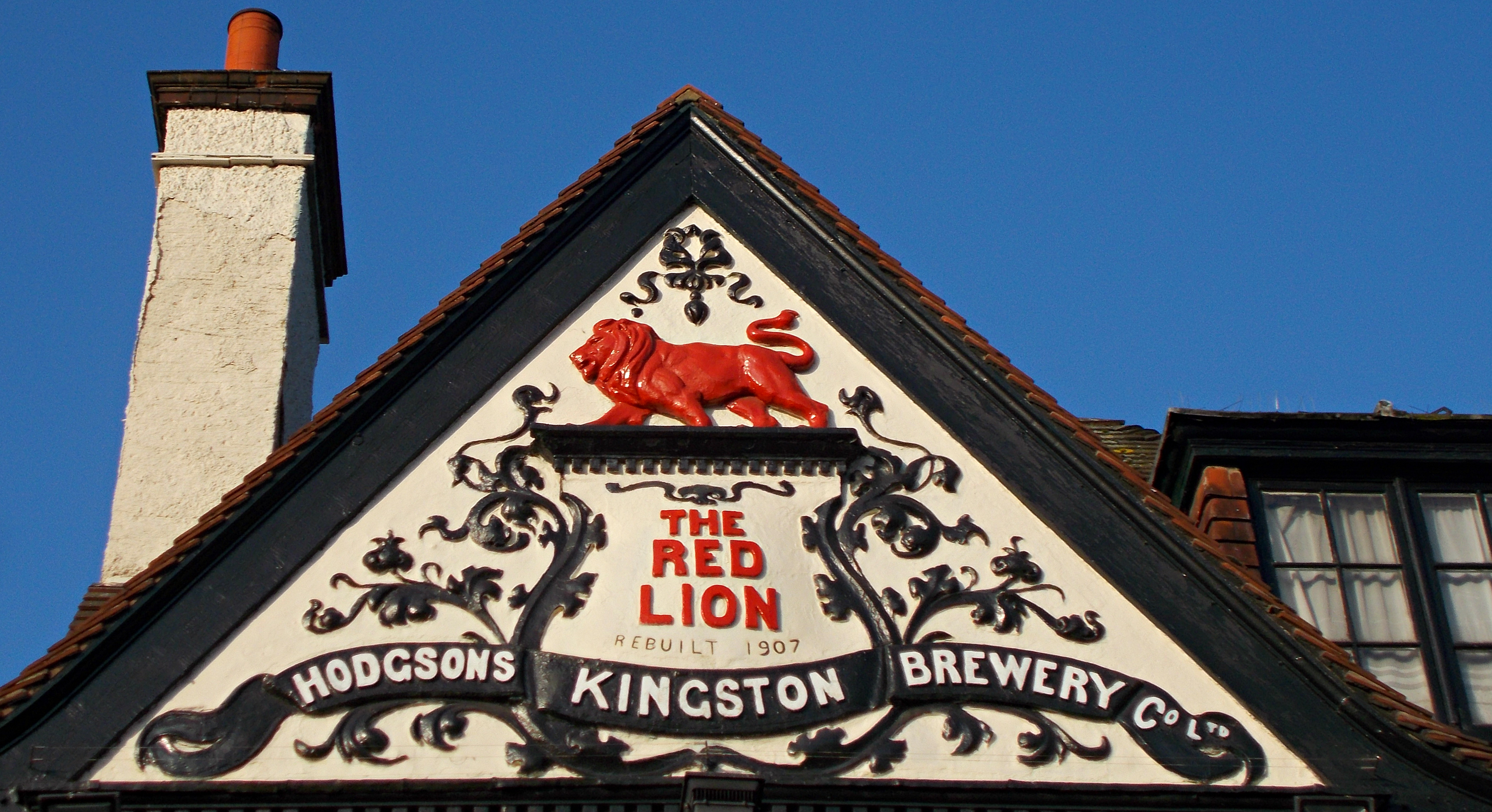
早期滚石乐队在萨顿演出的酒吧

滚石乐队首次出现在萨顿大街的红狮酒吧（现为Winning Post）。1963 年，乐队在那里演出了几场早期演出，其中一场演出的观众包括经理人/音乐经理乔治·戈梅尔斯基 ，他发现了这支乐队，并在他们登上排行榜前几个月和他们签约，让他们在里士满的小龙虾俱乐部驻场。    1963年1月23日，查理·沃茨和比尔·怀曼在红狮酒吧成为乐队的永久成员：
|  | 1963年1月23日：查理·沃茨和比尔·怀曼在萨里萨顿的红狮酒吧举行了当天的演出，成为滚石乐队的永久成员。 |

2011年，Winning Post 被列入具有当地重要意义的建筑和构筑物清单。  

## 经济

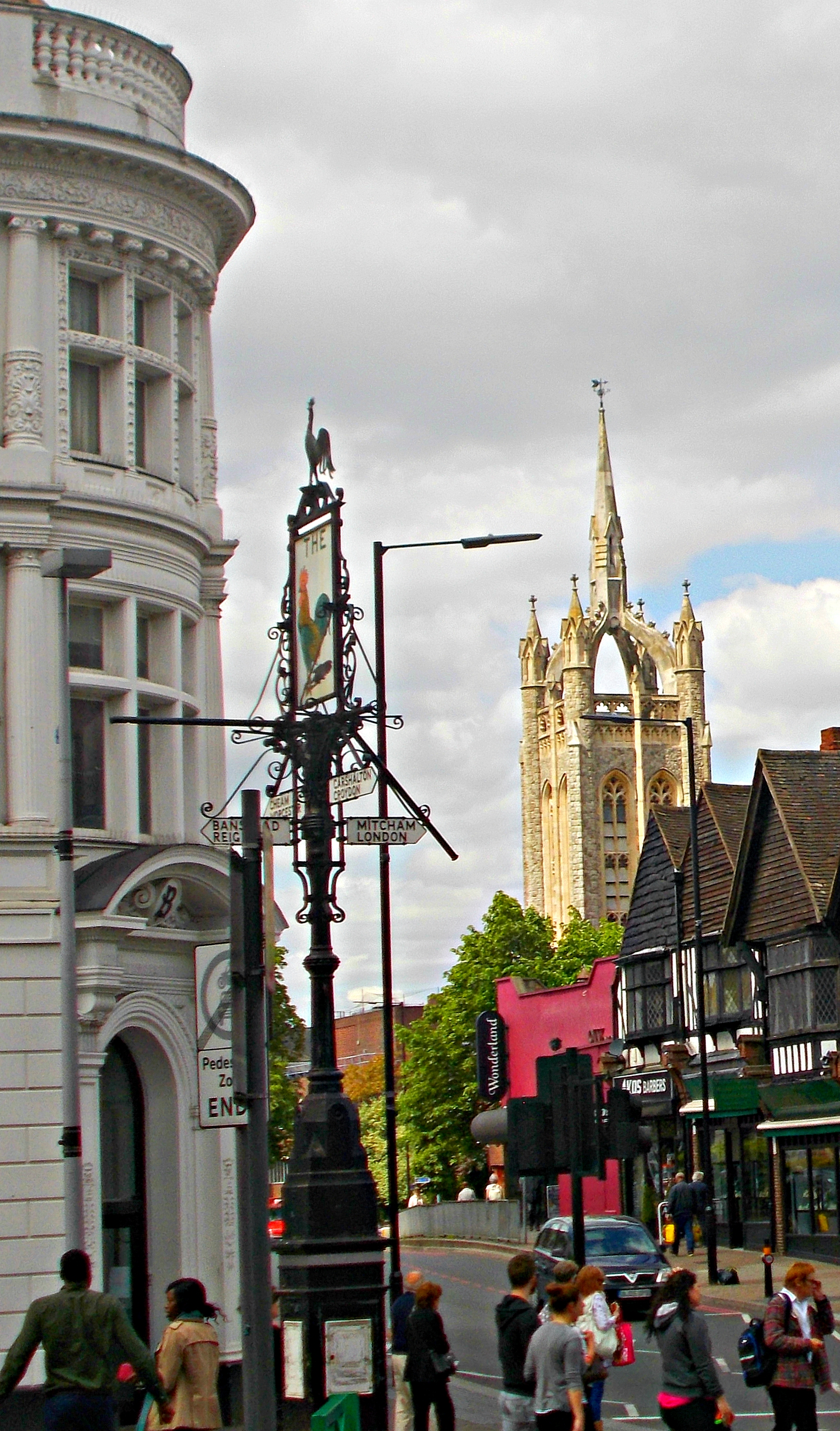
萨顿镇中心

萨顿是伦敦计划中确定的 11 个主要大都市中心之一，只因该区犯罪率比伦敦其他地区低。以萨顿高街为中心有一个主要的购物区。
萨顿拥有超过6,800 家企业，自1994年以来增长了约19%  2012年，萨顿成立了863家新公司，这是有记录以来的最高数字。其中大部分是中小型企业，但也有几家大型企业，例如媒体出版公司里德商业信息公司，并且在镇上拥有大量办公空间：里德商业信息公司占据了火车站旁边的大型象限屋办公楼，并且是当地的主要雇主。
G4S在庄园公园对面的大型萨顿公园屋大楼内设有办公室。王冠代理银行是一家批发外汇和跨境支付服务提供商，总部位于市中心的象限屋。当地另一家重要企业是海底工程公司Subsea 7 。
萨顿设有一位镇中心经理，他与当地企业、警察和交通供应商合作，以促进该中心及其经济发展。经理是理事会和其他合作伙伴资助的一系列计划的联络人。“机会萨顿” 和萨顿商会也在当地经济中发挥作用。

### 健康与研究

#### 皇家马斯登医院和癌症研究所
皇家马斯登医院于1962年收购了位于镇南端的地块建设新院区。癌症研究所位于医院旁边，该研究所的分子病理学中心于 2012 年开放。

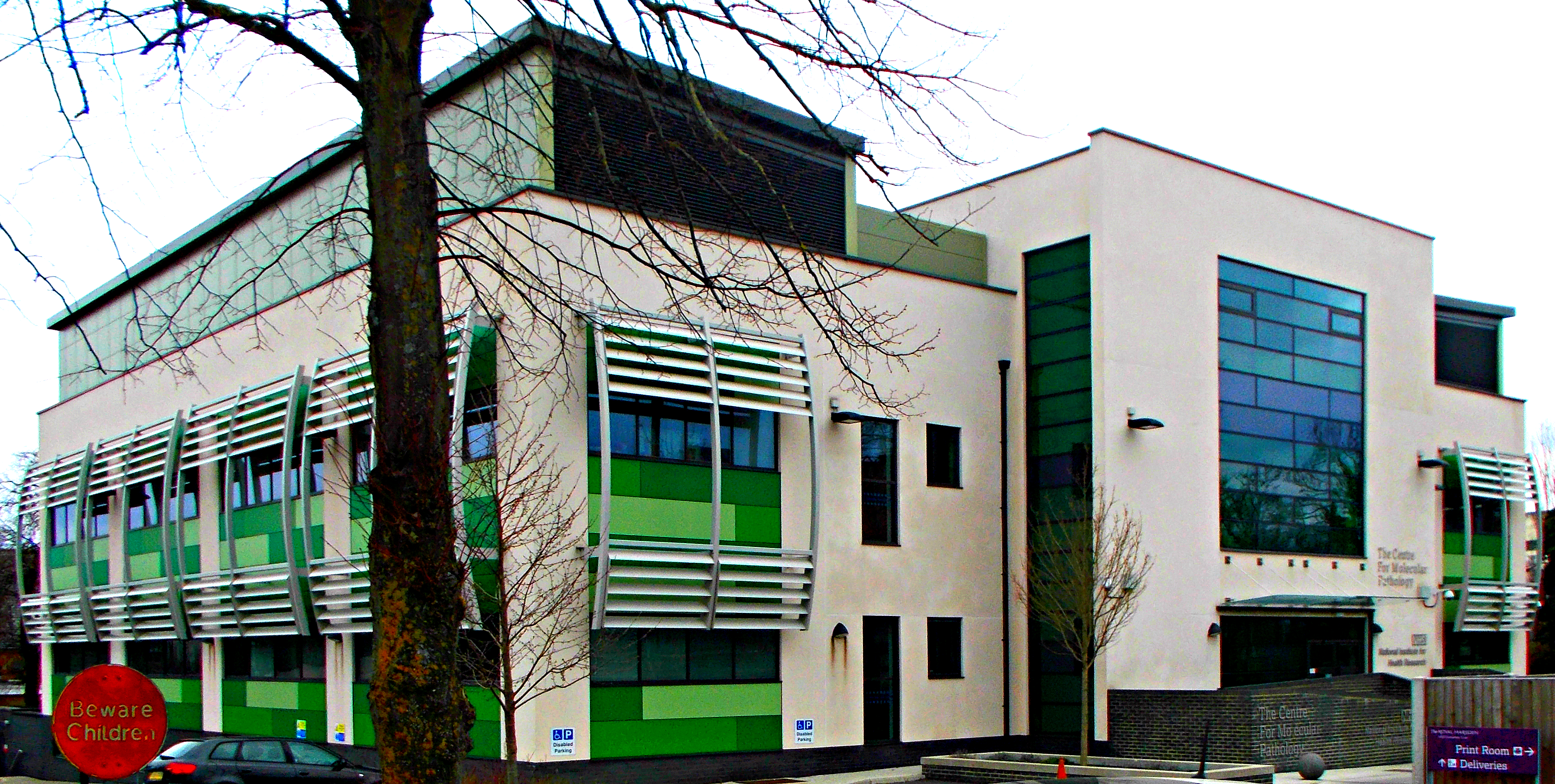
癌症研究所

2014 年，皇家马斯登医院、癌症研究所和位于同一地点的埃普瑟姆和圣赫利尔大学医院NHS信托在网站上提出了“世界级”生命科学集群（“Sutton for Life”）的愿景，重点是增强用于药物发现的设施。当时的伦敦市长鲍里斯约翰逊来参观并支持这个建立世界第二大癌症研究园区的计划。
2014年12月，癌症研究所在泰晤士报高等教育排行榜中被评为全国领先大学，领先于牛津和剑桥，以表彰其对社会的贡献。

#### 伦敦癌症中心
2016年2月，发布了进一步计划：“伦敦癌症中心”是癌症研究所、皇家马斯登 NHS 基金会信托基金和伦敦萨顿自治市镇之间的合作伙伴关系，将汇集10,000名科学家，临床医生和支持员工，为生物技术和制药公司提供空间来进行研发。目的是增加临床试验和创新药物的数量，并与行业合作以加强对患者的治疗。    
伦敦癌症中心包括一所专门研究生命科学的新中学。 还计划为患者和家庭提供商店、咖啡馆和酒店空间等形式的休闲设施。 该中心的面积预计是现有研究和治疗空间的两倍，即 265,000 平方米。它将促进不同科学领域之间的合作。到2018年，癌症研究所将开发第一阶段的计划，拥有20,000平方米的药物发现设施。 
2016年9月，萨顿市议会的住房、经济和商业委员会批准了计划的临时框架。值得注意的是，网站的改造将在其整个生命周期内吸引10亿英镑的总投资。 
2021年3月，宣布新的“创新门户”预计将于2021年底在萨顿的伦敦癌症中心开放，创新生命科学公司将有机会与癌症研究所的世界级科学家合作.该研究所首席执行官保罗沃克曼教授说：
“创新门户的创建是实现伦敦癌症中心愿景的真正重要一步，这是一项雄心勃勃的合作伙伴关系，旨在为萨顿的癌症研究、治疗和商业企业创建一个领先的地区。
“癌症研究所是世界领先的癌症药物发现学术中心，我们已经与100多家公司合作，为患者提供新的治疗方法。这一新发展代表了公司首次有机会在现场直接与我们的科学家和临床医生合作，我们很高兴引进新租户，以进一步加强我们与行业的合作，为癌症患者创造新的治疗方法。 ”
2021年10月，位于耗资7500万英镑、占地7300 平方米的新建筑中的抗癌药物发现中心由安妮公主揭幕。 

### 市中心重建
镇中心正在进行或最近完成的几个主要建筑项目：

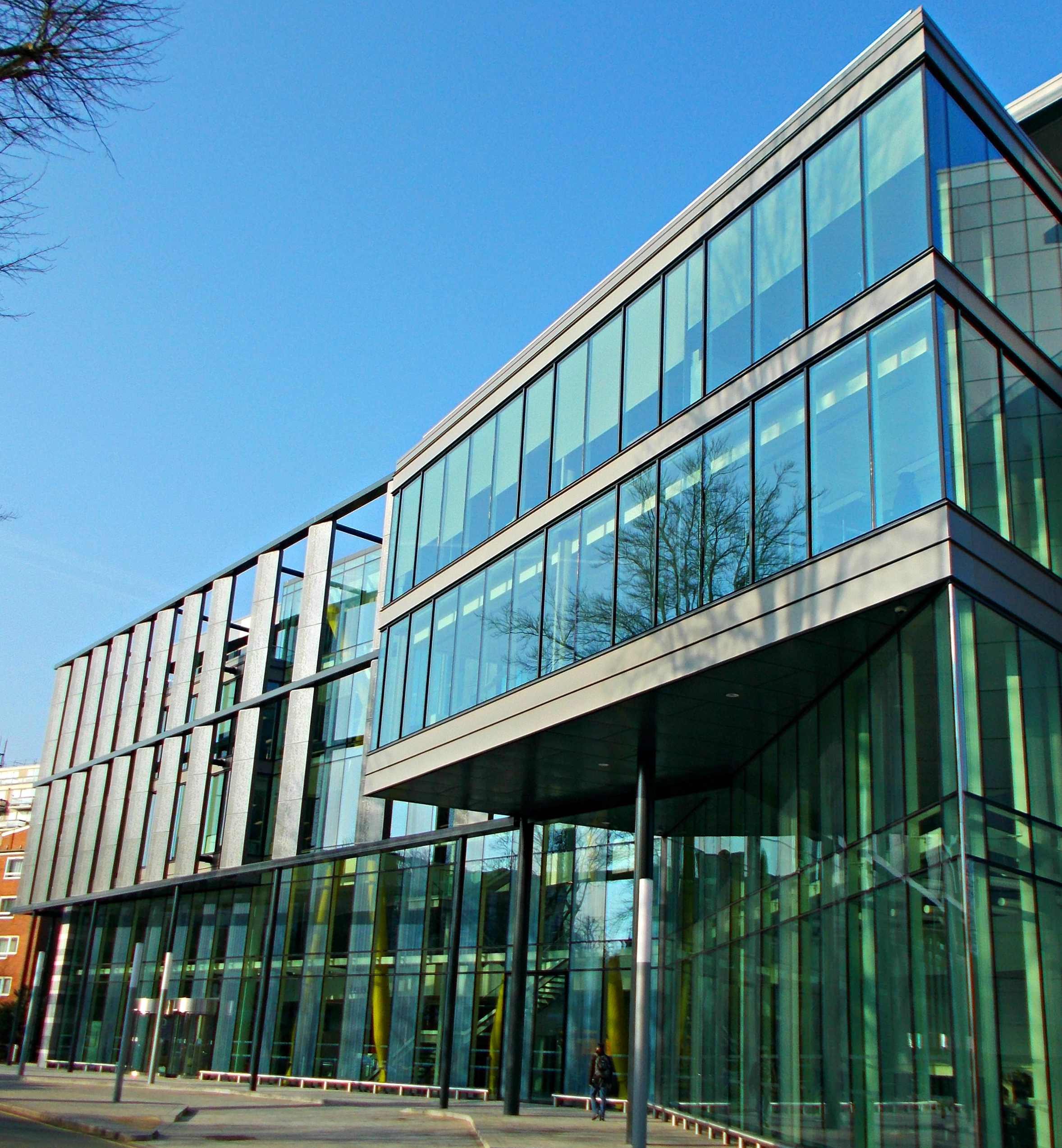
Subsea 7 的新总部

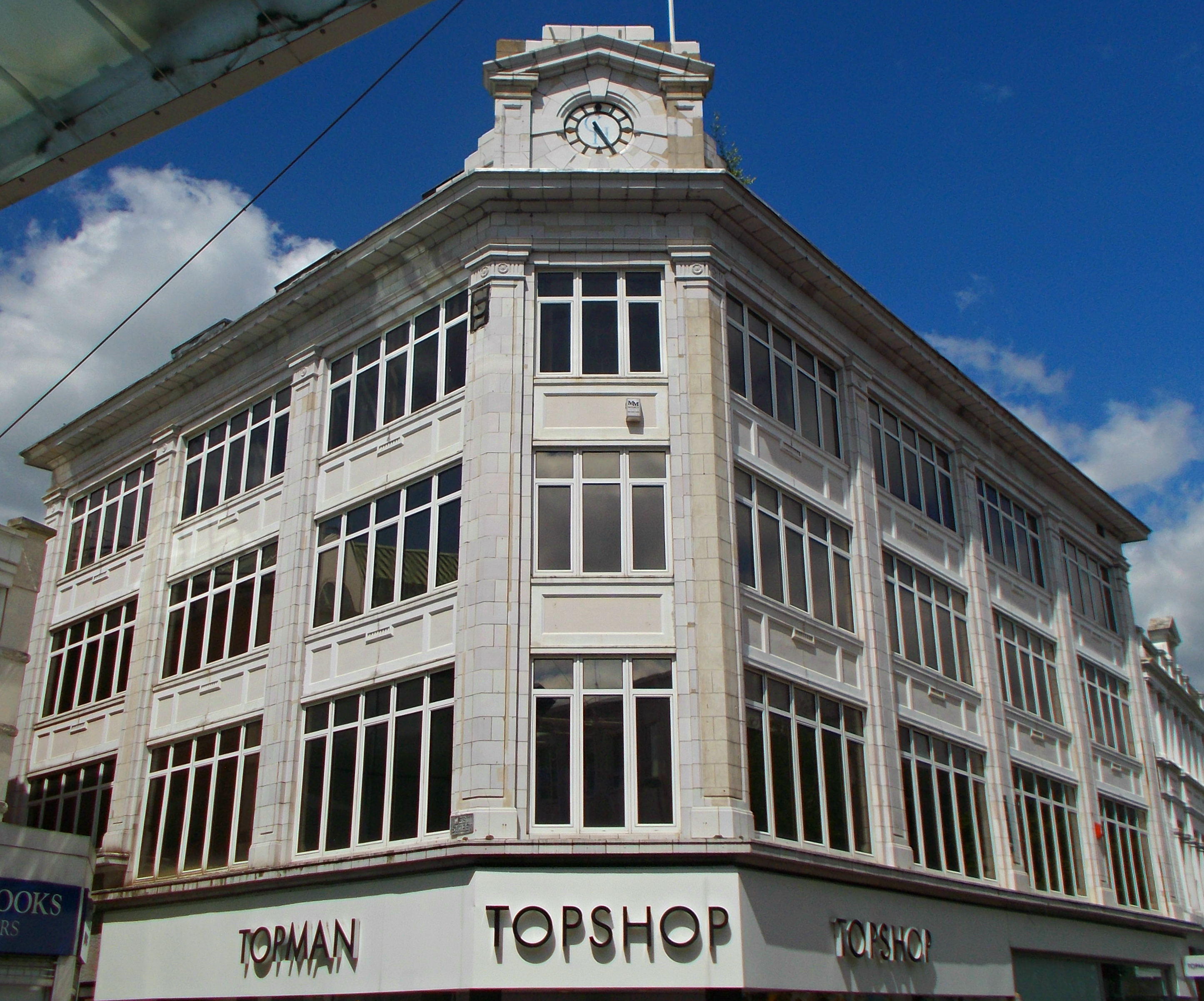
装饰艺术风格的高街建筑

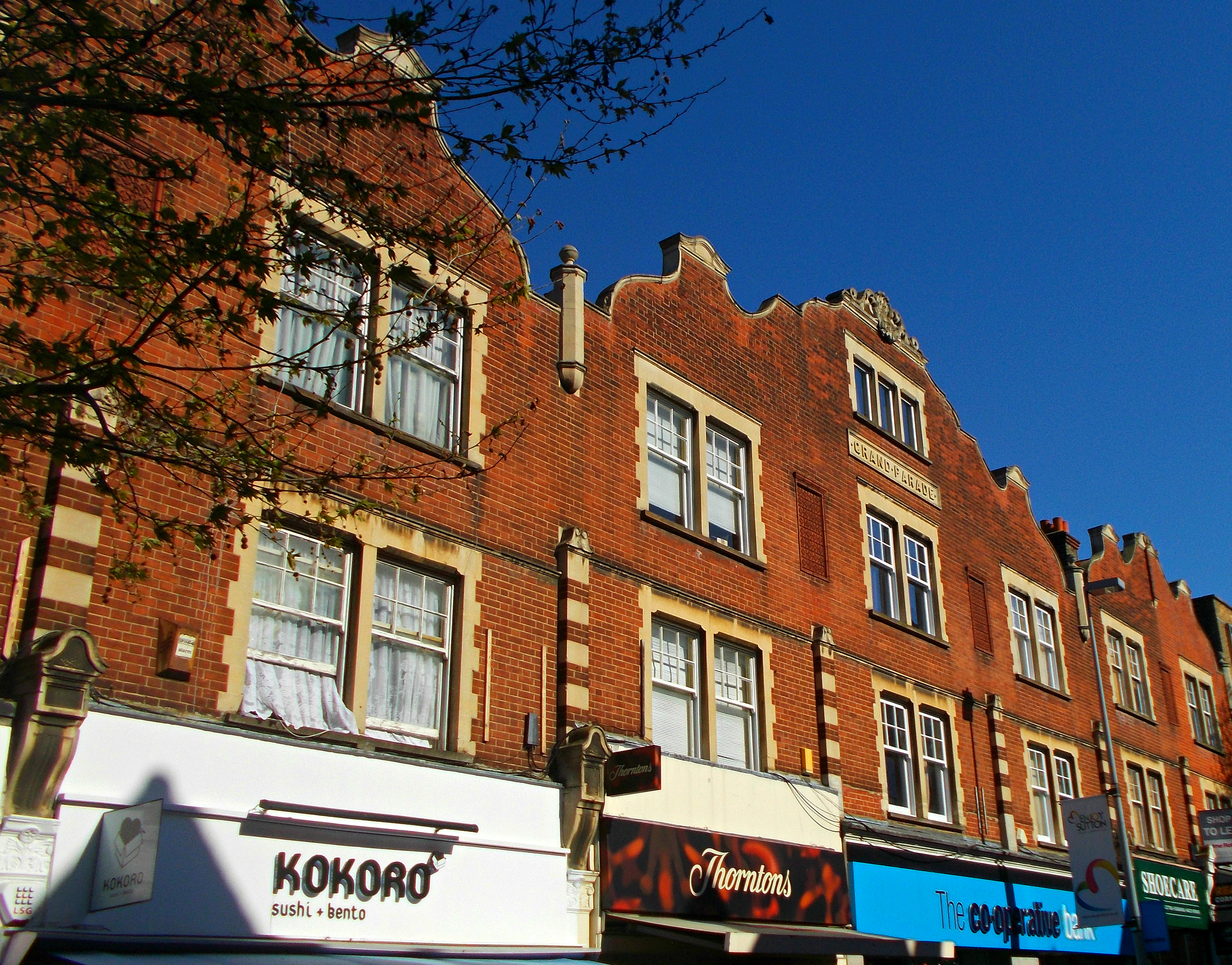
盛大游行，萨顿高街

位于市中心南端的萨顿点：将包括一家酒店、公寓式酒店、公寓（带汽车俱乐部）、一家健身俱乐部、商店、餐馆和办公空间。开发商CNM将9000万英镑的建设工程授予建筑公司Ardmore，预计于2018年12月完工 
高街北端旧储气罐区改造工程： LXB零售物业的一项重大开发项目，包括公寓、塞恩斯伯里超市、零售单位和喷泉景观广场 ，于 2016 年完工。该计划代表对该镇的 5000 万英镑投资。 
Subsea 7在萨顿扩建，使其成为新的全球总部所在地。公司搬迁到镇内一座新的、专门建造的五层、17,500 平方米的办公楼。通过搬迁创造了400个工作岗位，使萨顿的工作人员达到780人。耗资 3900 万英镑的开发项目于2014年开工建设，并于2016年底完工
2015 年 9 月，区政府任命了一个由Bilfinger GVA领导的设计团队来制定该镇中心区未来15年的规划。该计划包括确定新住房和商业空间的地点、可能的新小学和改善交通连接，包括在2020年引入有轨电车到萨顿车站（到2023年还未实现）。该计划要求保留“反映市中心历史核心的高品质维多利亚式、爱德华式和模拟都铎式建筑”。
2016年6月，理事会发布了题为“萨顿2031：规划我们的未来”的总体规划。它的计划包括新开发项目、改善公共空间和改善交通。它将包括：
- “一系列高街项目”
- “改造圣尼古拉斯中心”
- “以文化、休闲和餐饮活动打造南伦敦新目的地”
- “重建市政中心”[149]

#### 遗产行动区
2017年3月，萨顿镇中心被宣布为历史悠久的英格兰指定的前十个遗产行动区之一。获得这一地位将释放资源以改善历史环境，包括保护区，以鼓励经济增长。遗产将成为该地区新开发项目的核心考虑因素，以保留该镇独特的建筑特色。  

### 零售业
零售历史
自维多利亚时代以来，零售业一直是萨顿经济的重要组成部分。目前在萨顿经营的最古老的零售企业皮尔逊自行车店的历史可以追溯到 1860 年代——它最初是一家铁匠铺，但在 1890 年代改为自行车制造和维修。从那以后，皮尔逊自行车店一直在同一个高街位置经营自行车业务。 它已被吉尼斯世界纪录认定为世界上最古老的自行车商店。 
零售环境
萨顿是伦敦第六大最重要的零售中心，吸引了来自广大地区的购物者。  萨顿高街全长近1英里，从萨顿绿地到萨顿火车站，拥有英国许多主要的高街商店。 
它通常是新零售企业的首选地点， 例如，Waterstones连锁书店的萨顿分店是第一个安装咖啡馆的地方。 
购物中心
有两个有顶棚的购物中心，都位于购物区的中段附近。其中较大的是三层的圣尼古拉斯中心，以及前德本汉姆主力店的五层。时代广场较小——它于 1985 年开业，经过改装后于 2017 年重新推出。整修被评估为高质量，并为镇中心的重建做出了重大贡献。
餐厅和酒吧

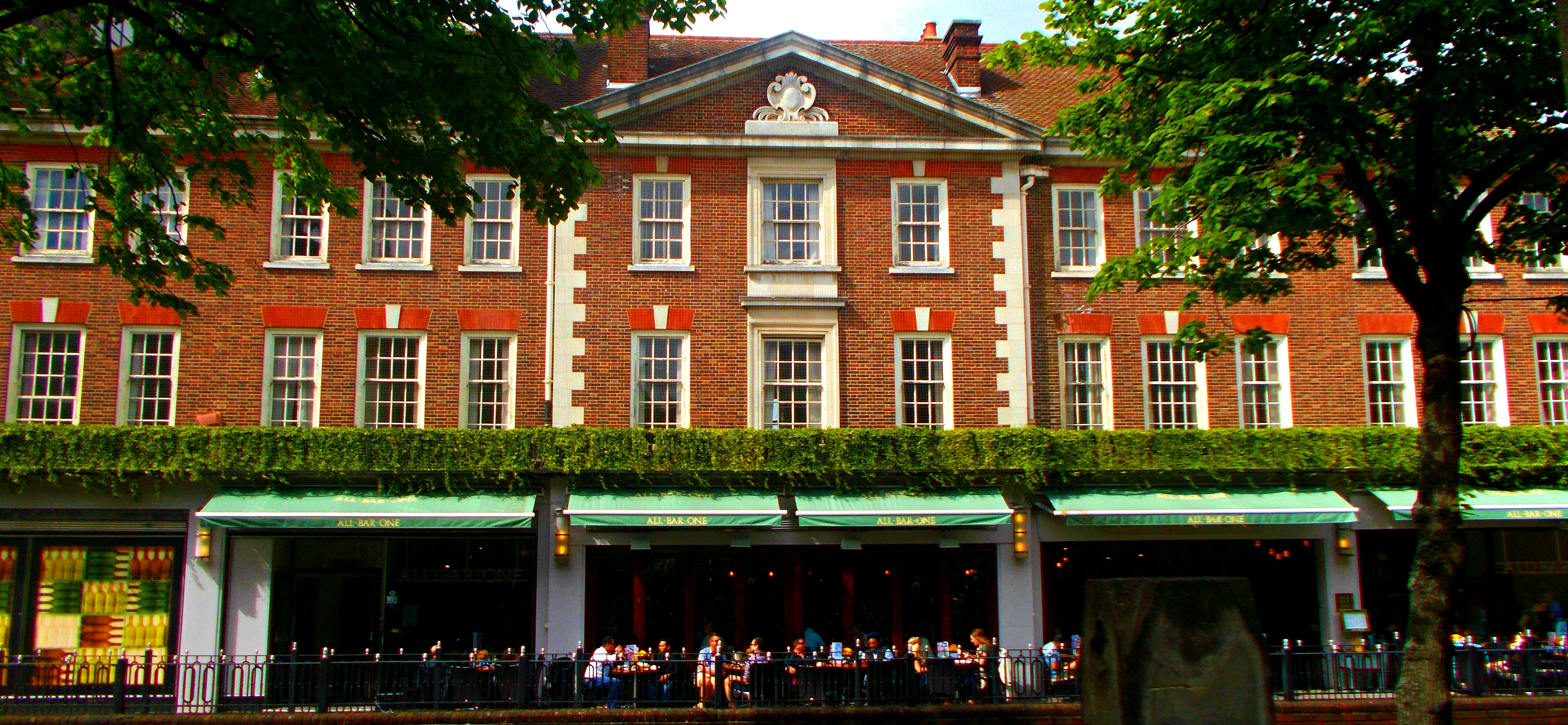
All Bar One酒吧, 萨顿

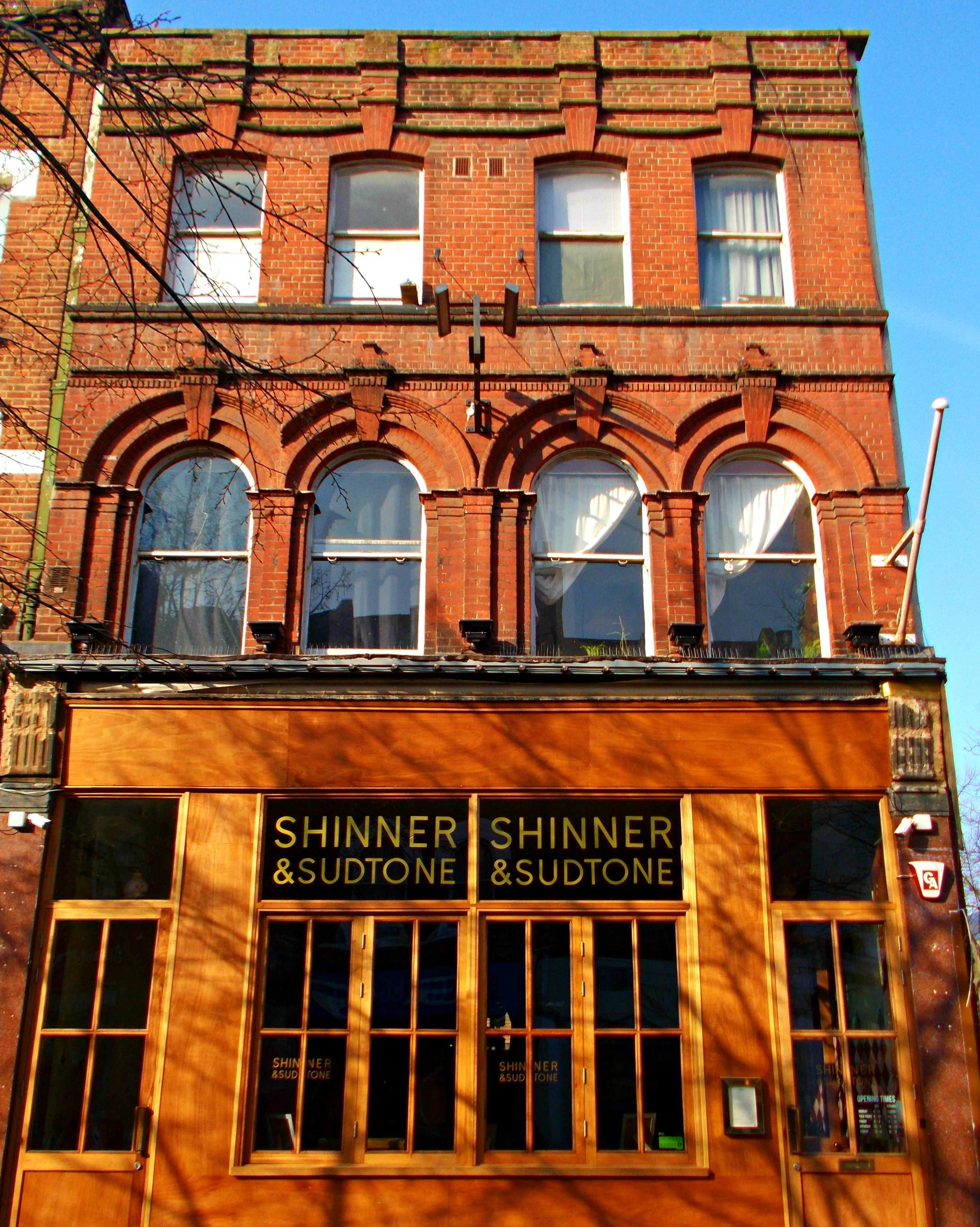
萨顿高街上的 Shinner and Sudtone 酒吧

萨顿拥有数家餐厅、糕点店、咖啡吧、美食酒吧和酒吧，包括全国第一家All Bar One分店。 中心区域是行人专用区，额外的空间提供行人休息的座位。
萨顿的餐厅范围近年来有所扩大，现在包括法国、黎巴嫩、英国、纯素食、马来西亚、泰国、巴基斯坦、葡萄牙、土耳其、斯里兰卡和日本美食，此外还有历史更悠久的意大利、印度和中国美食场所。  一家法国餐厅被列入2013 年美食指南 ，并在当时被列入米其林名单。 
快闪市场
萨顿高街北端每个月都会举办一次“快闪”市集。这是支持当地企业家创业的计划的一部分。出售的产品和工艺品包括天然化妆品、珠宝和手工服装。 
街头表演
商业街和城镇广场举办街头表演，包括音乐、艺术和戏剧。市场不时举行，包括法国、意大利和欧陆市场，以及艺术和手工艺品交易会。  
在8月和9月，高街会举办户外“日落电影院”，晚上在躺椅上放映电影给观众。 该计划是伦敦唯一的此类计划，旨在鼓励更多地使用当地餐馆和酒吧。在过去的两个夏天，高街举办了一场乡村音乐节，有现场音乐和舞蹈表演。 一个临时的迷你高尔夫球场在八月建立。 
绿化墙
购物区有一面绿墙或“垂直花园”，既为了美观又为了改善空气质量和生物多样性而设计。它在附近提供了额外的繁殖和筑巢选择，并保护了当地的动植物群。它有助于抵消碳足迹，降低市区的热岛效应，减少交通尾气造成的烟雾。绿墙覆盖了一家大型高街商店wilko的外墙，一年四季都盛开。   

## 交通运输

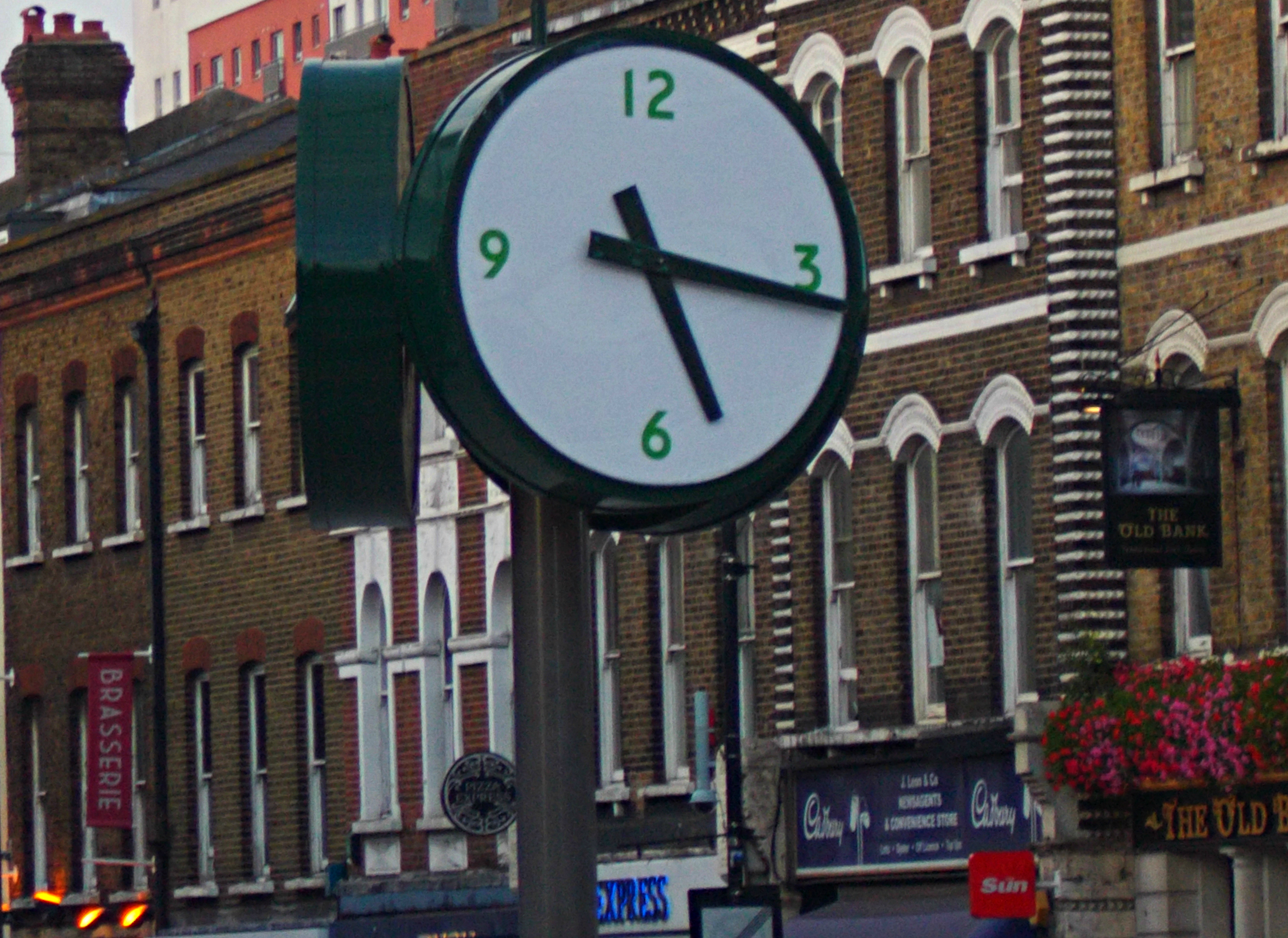
2015年安装在火车站对面的时钟

萨顿站是该镇的主要车站，频繁的直达列车从这里开往伦敦的几个主要中央车站 -伦敦维多利亚站、伦敦桥站、黑衣修士站、泰晤士城站以及提供欧洲之星服务的圣潘克拉斯国际站。 Thameslink和南方铁路公司都为该站提供服务。
从萨顿车站开往维多利亚的最快列车需要 25 分钟（在卡尔夏登和克拉珀姆交汇站停靠）。
除了这些开往伦敦市中心的直达列车外，还有开往伦敦市中心以外目的地的直达列车，包括班斯特德、多金、埃普索姆、莱瑟黑德、卢顿、霍舍姆、圣奥尔本斯、西克罗伊登和温布尔登。
西萨顿和萨顿公园车站都位于Thameslink线上，可到达温布尔登，伦敦中心，伦敦北部，以及更北边的圣奥尔本斯、卢顿和贝德福德。
本地巴士服务由伦敦通用、伦敦联合、 阿贝利奥伦敦和都市巴士运营。还有前往希思罗机场和盖特威克机场的特快巴士服务。  
道路交通避开了市中心的步行街，萨顿有许多指定的自行车路线，以及与邻近城镇的连接。 镇中心有三个主要停车场和一个汽车俱乐部。 
2014 年，就拟议的从温布尔登到萨顿的有轨电车连接线延伸路线的选项进行了公众咨询。目前（2023年）还未有开工迹象。

## 名人

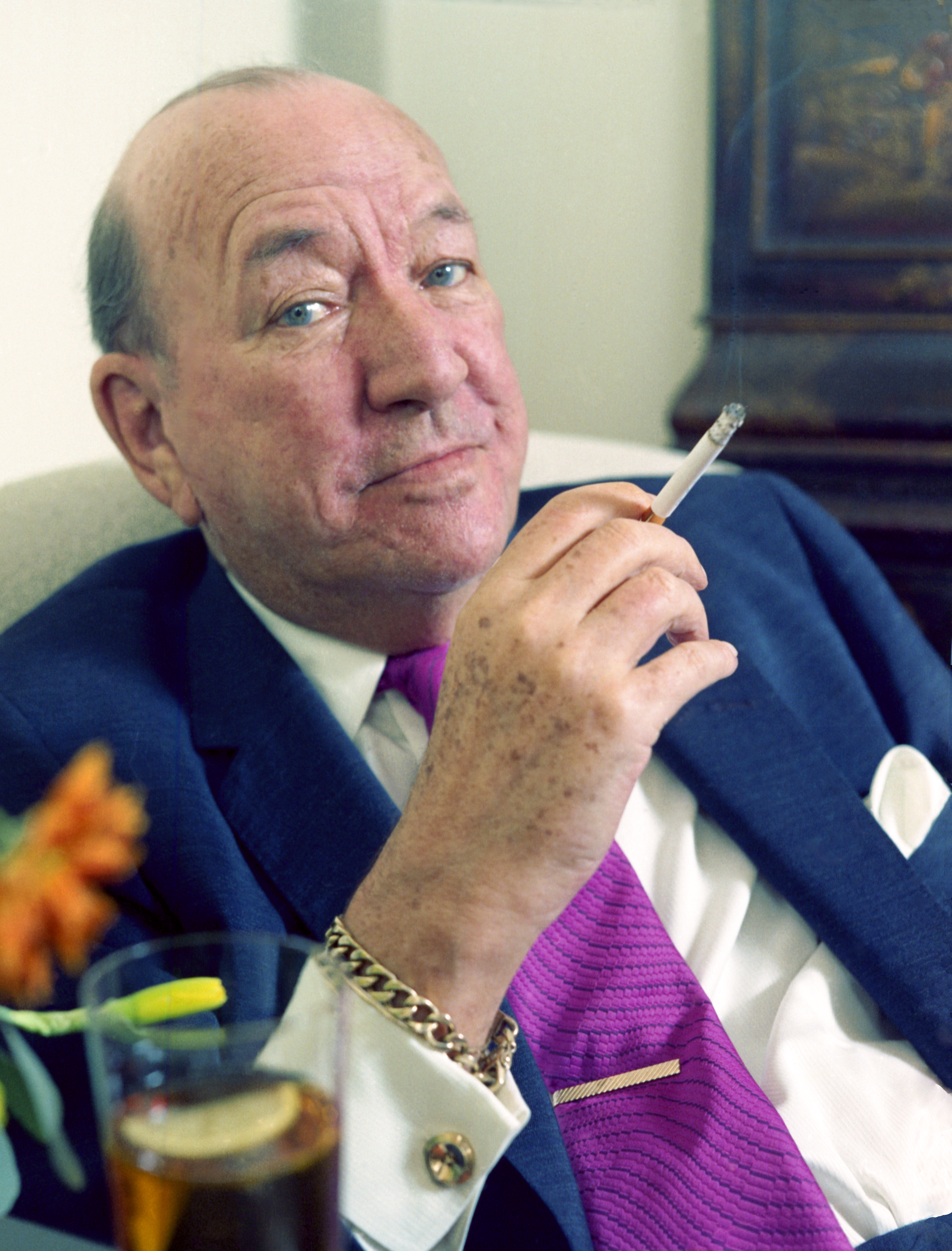
诺埃尔科沃德

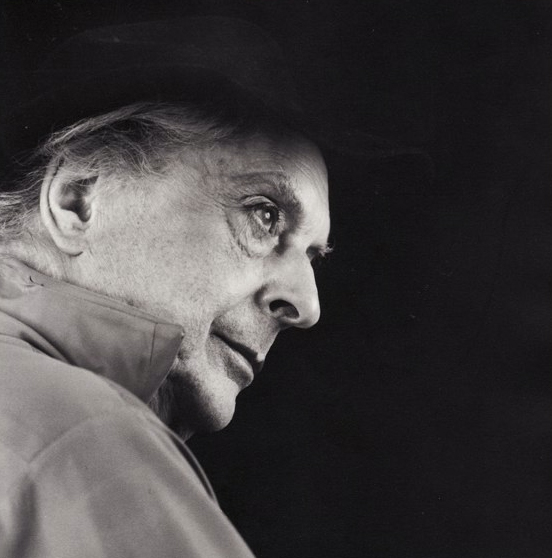
昆汀克里斯普

请参阅伦敦萨顿自治市镇以获取完整的自治市镇范围名人列表。下面列出的个人与萨顿镇有具体联系。
- 专业飞镖选手马丁·亚当斯出生于萨顿 (Sutton)。
- 琼·阿玛垂丁是歌手兼词曲作者和音乐家，在 70 年代住在萨顿。
- 本·巴恩斯，演员，曾就读于霍姆菲尔德预备学校。
- 广播员兼植物学家大卫贝拉米就读于萨顿文法学校。
- 莎莉伯考，前下议院议长约翰伯考的妻子。
- 约翰尼博雷尔是Razorlight乐队的吉他手、歌手和主唱。
- 亚历克·克利夫顿-泰勒是一位建筑历史学家和广播员，出生于萨顿。
- 诺埃尔科沃德诺埃尔科沃德是演员兼剧作家，七岁到十岁之间住在萨顿的莱纳姆路。 [181]
- 康斯坦斯·考克斯，剧作家和编剧，出生于萨顿[182]
- 詹姆斯·克拉克内尔 OBE ，奥运会赛艇金牌得主。
- 昆汀·克里斯普，作家、作家、讲故事的人，出生于萨顿。
- Johnny Hates Jazz的主唱克拉克达奇勒 。
- 杰克·德雷珀 ，职业网球运动员，出生于萨顿。 [183]
- 布雷特·戈德斯坦，演员、喜剧演员和作家，1980 年出生于萨顿。
- 查尔斯·黑泽尔是一位以艺名Sketchman为人熟知的录音艺术家，他于 1988 年出生于萨顿 (Sutton)。
- 凯瑟琳霍尔曼，演员，出生于萨顿。
- 乔恩·希斯曼是前卫爵士摇滚乐队Colosseum的鼓手，出生于萨顿
- 赛车手和 1976 年一级方程式世界冠军詹姆斯·亨特小时候住在萨顿。
- 阿奇博尔德·乔伊斯，华尔兹作曲家，从1932年到1963年去世，一直住在兰利公园路 75 号。
- 演员佩内洛普·基思出生于萨顿，她因在<i id="mwBWo">《美好生活》</i>中的角色而出名。
- 露丝·凯利，前工党议员和交通部长，就读于萨顿高中。
- 丽贝卡利奇菲尔德，摄影师，出生于萨顿。
- 布拉德利·麦金托什是前排行榜冠军乐队S Club 7的成员，曾就读于 Greenshaw 高中。
- 空气吉他手罗比·麦金托什在萨顿高街第一次弹奏他的网球拍。
- 屡获殊荣的歌手、词曲作者和音乐家Katie Melua住在萨顿的甘德格林道。
- 菲利斯·穆德福德·金 (1906–2006)，1931年温网女子双打冠军[184]就读于萨顿高中。
- 英国自由民主党政治家布莱恩·帕迪克男爵帕迪克就读于萨顿文法男子学校。

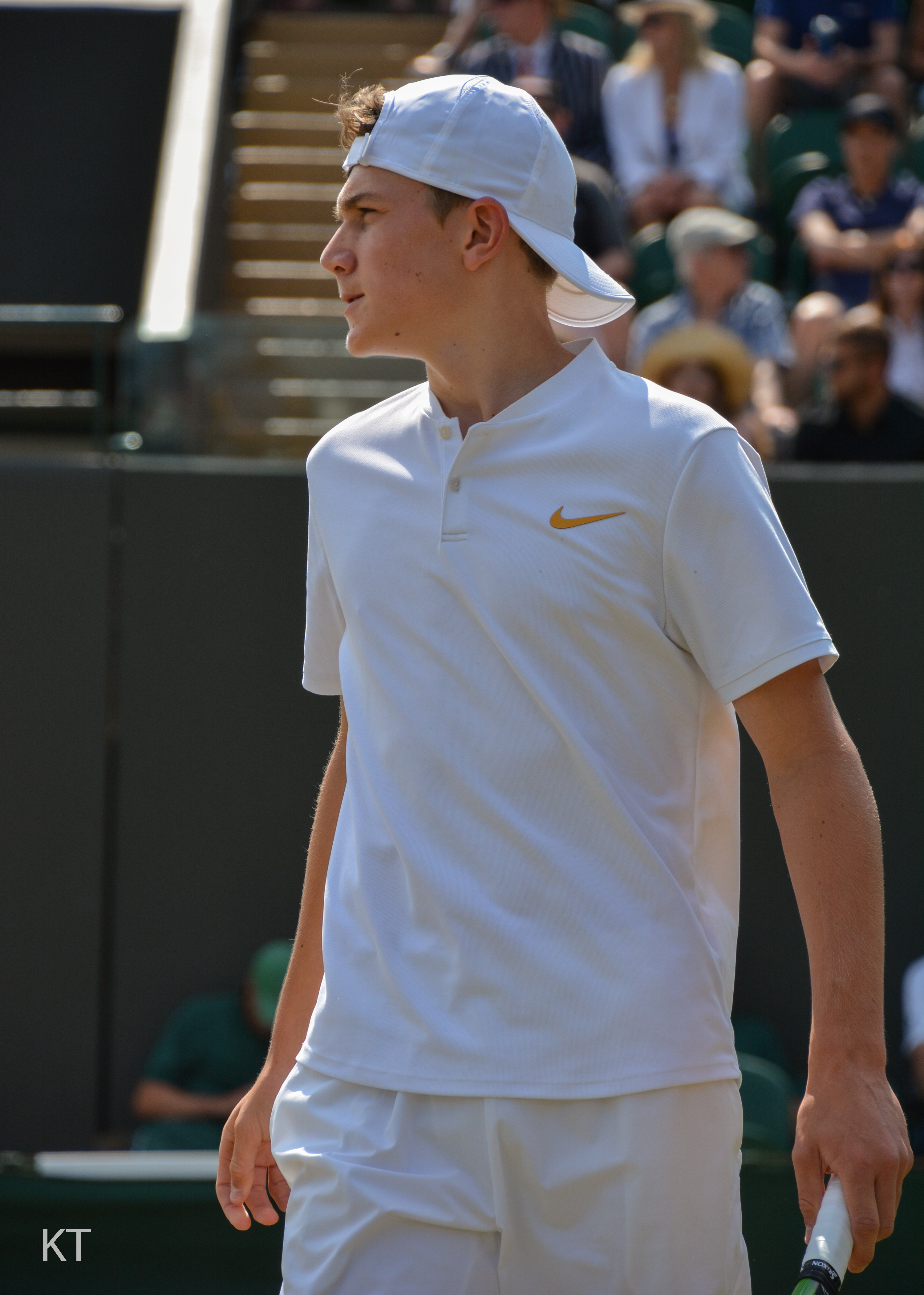
杰克·德雷珀

- 彼得彭福尔德， CMG ， OBE ，外交官，就读于萨顿文法学校。
- 西德尼·理查德·珀西，画家，住在萨顿的马尔格雷夫路。 [185]
- 弗兰克波特，艺术家和美术教师，1896 年出生于萨顿[186]
- 迈克尔·里夫斯，电影导演兼编剧，以 1968 年的电影《猎巫人将军》而闻名
- 加文·罗伊农是板球运动员和军事历史学家，出生于萨顿。
- 多拉·拉塞尔（婚前姓布莱克，1894-1986年），作家、女权主义者和进步活动家，就读于萨顿高中。
- 幽默作家、歌手、喜剧演员、演艺人员和Goon Show演员的哈里·塞科姆爵士是当地居民和名人。萨顿的塞科姆剧院以他的名字命名。
- BBC的虚假信息记者玛丽安娜·斯普林就读于萨顿高中。
- 伊恩·斯图尔特，滚石乐队的联合创始人。
- 格雷厄姆·萨瑟兰是画家、蚀刻师和设计师，曾就读于萨顿的霍姆菲尔德预备学校。 [187]
- 萨顿托普男爵,自由民主党政治家
- 泰勒韦斯特，DJ 和电视节目主持人
- 海伦·扬，BBC 天气节目主持人和前BBC 天气中心经理就住在这里
- 扎克龙，原名理查德·德鲁， Led Zeppelin III专辑封面的设计师

## 教育

### 学校
萨顿是伦敦萨顿自治市镇的主要城镇，萨顿自治市镇是教育方面表现最好的自治市镇。该镇是该行政区众多学校的所在地，其中包括其中一所男子文法学校、男子预备学校和女子私立中学。
小学
| - All Saints Benhilton，C of E Primary - 布鲁克菲尔德小学 - 大道小学 - 德文郡小学 - 主场预备学校 | - 庄园公园小学 - 罗宾汉幼儿学校 - 罗宾汉小学 - 韦斯特本小学 |

中学
| - 格伦索恩高中 - 格林肖高中 - 奥弗顿农庄学校 - 哈里斯学院萨顿 | - 萨顿男子文法学校 - 萨顿女子高中（独立学校） - 鹰屋学校（自闭症专科学校） |

2013年，萨顿的GCSE成绩在英格兰所有行政区中排名第二。  2011年，萨顿是英格兰表现最好的自治市镇。有关更多性能信息，请参阅伦敦萨顿自治市镇。

### 成人教育
萨顿学院的主要中心，最初名为萨顿文理学院，位于萨顿。该学院在其整个行政区的中心提供 1000多个兼职课程。

## 體育運動
薩頓聯足球俱樂部(Sutton United Football Club)，绰号“U's”，目前於英格蘭足球全國聯賽角逐 ，在 1989 年的足总杯中击败了考文垂城队；在 2016-17 赛季，他们击败了三支足球联赛球队，首次闯入足总杯第5轮，成為1945年以來第九支晉級足協盃第五輪的非聯賽球隊，但在隨後16強比賽中，以0-2輸給英超球隊阿森納；在2020-21賽季奪得全国联赛冠軍，於其123年的历史中首次首次進入英格蘭足球聯賽。 萨顿联队的主场是甘德綠巷球場（Gander Green Lane）。
薩頓流浪者足球俱樂部(Sutton Common Rovers FC)，綽號平民(The Commoners)、SCR，目前於英格蘭足球依斯米安聯賽角逐。
萨顿板球俱乐部位于奇姆路。俱乐部的1st XI参加了最高级别的运动，萨里冠军超级联赛，他们在 2009 年赢得了冠军。

## 延伸阅读
- Thorne, James, , , London: John Murray, 1876
- Walford, Edward, , , London: Cassell & Co., 1883, OCLC 3009761
- H.E. Malden (编), , , 1912  [2023-03-31], （原始内容存档于2014-11-29）